# Liste der Monuments historiques in Troyes
Die Liste der Monuments historiques in Troyes führt die Monuments historiques in der französischen Gemeinde Troyes auf.

## Liste der Immobilien
| Bezeichnung                          | Beschreibung | Standort                                       | Kennzeichnung | Schutzstatus   | Datum          | Bild           |
| ------------------------------------ | --- | ---------------------------------------------- | ------------- | -------------- | -------------- | -------------- |
| Maison de l’Orfèvre                  | Fachwerkhaus, zwischen 1578 und 1618 erbaut                                                                                             | 9 rue Champeaux, 10 rue Molé (Lage)            | PA00078276    | Classé         | 1961           | weitere Bilder |
| Bischofspalast                       | heute Musée d’Art Moderne; ab dem 16. Jahrhundert                                                                                       | 14 place Saint-Pierre (Lage)                   | PA00078262    | Classé         | 1909           | weitere Bilder |
| Hôtel de Vauluisant                  | Hôtel particulier, nach 1524 erbaut | 4 rue de Vauluisant (Lage)                     | PA00078271    | Classé         | 1904           | weitere Bilder |
| Hôtel de Ville                       | von 1624 bis 1672 errichtet | Place Alexandre-Israël (Lage)                  | PA00078272    | Inscrit Classé | 1926 1930 1932 | weitere Bilder |
| Kirche St-Rémy                       | ab dem 14. Jahrhundert | Place Saint-Rémy (Lage)                        | PA00078260    | Classé         | 1908           | weitere Bilder |
| Musikpavillon                        | 1888/89 erbaut | Rue Jules-Lebocey (Lage)                       | PA00078273    | Inscrit        | 1975           | weitere Bilder |
| Kathedrale St-Pierre-et-St-Paul      | ab dem 13. Jahrhundert | Place Saint-Pierre (Lage)                      | PA00078250    | Classé         | 1862           | weitere Bilder |
| Wohnhaus (1)                         | Fachwerkhaus, um 1600 | 6 rue Molé, rue Champeaux (Lage)               | PA00078279    | Inscrit        | 1928           | weitere Bilder |
| Maison du Boulanger                  | Fachwerkhaus, 16. Jahrhundert | Rue Champeaux, rue Paillot-de-Montabert (Lage) | PA00078274    | Inscrit        | 1958           | weitere Bilder |
| Präfektur                            | von 1778 bis 1781 erbaut, Architekt Louis de La Brière                                                                                  | Place de la Libération (Lage)                  | PA00078283    | Inscrit        | 1988           | weitere Bilder |
| Kirche Ste-Madeleine                 | einschließlich des ehemaligen Friedhofs; aus dem 16. und 17. Jahrhundert                                                                | Rue de la Madeleine (Lage)                     | PA00078254    | Classé Inscrit | 1840 1926 2015 | weitere Bilder |
| Théâtre de Champagne                 | ehemaliger städtischer Zirkus; zwischen 1902 und 1905 erbaut, Architekt Henri Schmitt                                                   | Boulevard Gambetta (Lage)                      | PA00078252    | Inscrit        | 1975           | weitere Bilder |
| Hospiz St-Nicolas                    | zwischen 1836 und 1844 erbaut, Architekt Martin Pierre Gauthier; Kapelle mit Ausmalung von Anne-François Arnaud, 1845                   | 101 bis rue de la Cité (Lage)                  | PA10000008    | Inscrit        | 1996           | weitere Bilder |
| Wohnhaus (2)                         | Fachwerkhaus, um 1600 | 8 rue Molé, rue Champeaux (Lage)               | PA00078280    | Inscrit        | 1928           | weitere Bilder |
| Hôtel du Petit Louvre                | Hôtel particulier, teilweise Fachwerk, um 1550; Rundturm der Stadtbefestigung, 13. Jahrhundert                                          | 2 rue de la Montée-Saint-Pierre (Lage)         | PA00078269    | Inscrit        | 1986           | weitere Bilder |
| Hôtel de Chapelaines                 | Hôtel particulier, 1535 | 55 rue Turenne (Lage)                          | PA00078264    | Inscrit        | 1926           | weitere Bilder |
| Hôtel de Marisy                      | Hôtel particulier, 1532 | 9 rue Charbonnet (Lage)                        | PA00078267    | Classé         | 1862           | weitere Bilder |
| Basilika St-Urbain                   | 1262 begonnen, Weihe 1389, Fertigstellung des Langhauses 1905                                                                           | Place Vernier (Lage)                           | PA00078261    | Classé         | 1840           | weitere Bilder |
| Hôtel Juvénal des Ursins             | Hôtel particulier, 1526 | 26 rue Champeaux (Lage)                        | PA00078270    | Classé         | 1932           | weitere Bilder |
| Kapitelhaus                          | auch Cellier Saint-Pierre; Kapitelhaus mit Kellergewölbe, Mitte des 12. Jahrhunderts, kurz nach 1500 verändert                          | 1 place Saint-Pierre (Lage)                    | PA00078251    | Inscrit        | 1984           | weitere Bilder |
| Kirche St-Nizier                     | aus dem 16. Jahrhundert | Place Saint-Nizier (Lage)                      | PA00078258    | Classé         | 1840           | weitere Bilder |
| Hôtel-Dieu                           | heute Musée de l’Apothicairerie und Cité du Vitrail; von 1701 bis 1764 erbaut; mit Kapelle, Apotheke, Ehrenhof und schmiedeeisernem Tor | 2 rue de la Cité (Lage)                        | PA00078266    | Classé         | 1885 1964      | weitere Bilder |
| Maison de l’Élection                 | Fachwerkhaus, nach 1524 | 26 rue de la Monnaie (Lage)                    | PA00078275    | Classé         | 1933           | weitere Bilder |
| Hôtel Deheurles                      | Fachwerkhaus, Ende des 16. Jahrhunderts; Rückgebäude mit polygonalem Treppenturm                                                        | 42 rue de la Monnaie (Lage)                    | PA00078281    | Inscrit        | 1926           | weitere Bilder |
| Abtei St-Loup                        | heute Musée Saint-Loup; erhaltene Gebäude aus dem 17. Jahrhundert                                                                       | 1 rue Chrestien-de-Troyes (Lage)               | PA00078248    | Inscrit        | 1963 2015      | weitere Bilder |
| Abtei St-Martin-ès-Aires             | erhaltene Konventsgebäude aus dem 17. und 18. Jahrhundert                                                                               | Rue Saint-Martin-ès-Aires (Lage)               | PA00078249    | Inscrit Classé | 1987 1989      | weitere Bilder |
| Hôtel de la Croix d'Or               | auch Hôtel de la Monnaie; Hôtel particulier, 1545                                                                                       | 36 rue de la Monaie (Lage)                     | PA00078265    | Inscrit        | 1926           | weitere Bilder |
| Kloster der Schwestern der Vorsehung | Landhaus, 1740 erbaut, seit 1836 Kloster;                                                                                               | 21 rue des Terrasses (Lage)                    | PA10000028    | Inscrit        | 2010           | weitere Bilder |
| Hôtel de Mauroy                      | heute Musée de l’Outil et de la Pensée Ouvrière; Hôtel particulier, um 1550                                                             | 7 rue de la Trinité (Lage)                     | PA00078268    | Classé         | 1862           | weitere Bilder |
| Hôtel du Lion-Noir                   | Hôtel particulier, zwischen 1560 und 1580                                                                                               | 111 rue Émile-Zola (Lage)                      | PA10000013    | Classé Inscrit | 2000           | weitere Bilder |
| Kirche St-Jean                       | aus dem 13. Jahrhundert, im 16. Jahrhundert erneuert                                                                                    | Rue Urbain-IV, rue Molé (Lage)                 | PA00078255    | Classé         | 1840           | weitere Bilder |
| Wohnhaus (3)                         | Fachwerkhaus, um 1600 | 4 rue Molé, rue Champeaux (Lage)               | PA00078278    | Inscrit        | 1928           | weitere Bilder |
| Monastère de la Visitation           | Kapelle, 17. Jahrhundert, Konventsgebäude, 19. Jahrhundert, Wirtschaftsgebäude, 18. Jahrhundert                                         | 75 avenue Pierre-Brossolette (Lage)            | PA00078282    | Classé Inscrit | 1984           | weitere Bilder |
| Hôtel d’Autruy                       | aus dem 16. Jahrhundert | 104 rue du Général-de-Gaulle (Lage)            | PA00078263    | Inscrit        | 1925           | weitere Bilder |
| Kirche St-Martin-ès-Vignes           | um 1600 erbaut | Rue de la Reine-Blanche (Lage)                 | PA00078256    | Classé         | 1908           | weitere Bilder |
| Kirche Notre-Dame-des-Trévois        | zwischen 1931 und 1934 erbaut, Architekt Paul Bellot („Dom Bellot“)                                                                     | 87 boulevard Jules-Guesde (Lage)               | PA10000012    | Classé         | 2001           | weitere Bilder |
| Wohnhaus (4)                         | Fachwerkhaus, um 1600 | 2 rue Molé, rue Champeaux (Lage)               | PA00078277    | Inscrit        | 1928           | weitere Bilder |
| Maison du Dauphin                    | Fachwerkhaus, erste Hälfte des 16. Jahrhunderts                                                                                         | 32 rue Kléber (Lage)                           | PA00135309    | Inscrit        | 1995           | weitere Bilder |
| Hôtel Camusat                        | Hôtel particulier, Anfang des 18. Jahrhunderts erbaut                                                                                   | 10 place Audiffred (Lage)                      | PA00078253    | Inscrit 2012   | 1930 2012      | weitere Bilder |
| Kirche St-Pantaléon                  | aus dem 16. Jahrhundert | Rue de Vauluisant (Lage)                       | PA00078259    | Classé         | 1862           | weitere Bilder |
| Kirche St-Nicolas                    | aus dem 16. Jahrhundert | Boulevard Victor-Hugo (Lage)                   | PA00078257    | Classé         | 1886           | weitere Bilder |

## Liste der Objekte
| Bezeichnung                                                                            | Beschreibung | Standort | Kennzeichnung | Schutzstatus   | Datum     | Bild           |
| -------------------------------------------------------------------------------------- | --- | --- | ------------- | -------------- | --------- | -------------- |
| Buntglasfenster (1)                                                                    | aus dem Hôtel de l’Arquebuse; 32 Glasmalereien, 17. Jahrhundert, von Linard Gontier; im Musée de Vauluisant deponiert | im Musée Saint-Loup (Lage) | PM10002632    | Classé         | 1904      |                |
| Gemälde Mariä Himmelfahrt (1)                                                          | Ölfarbe auf Leinwand, 17. Jahrhundert | in der Kirche Ste-Madeleine (Lage)                                                                                            | PM10003755    | Inscrit        | 1974      |                |
| Gemälde Der heilige Simon Stock empfängt das Skapulier                                 | Ölfarbe auf Leinwand, 18. Jahrhundert | in der Kirche Ste-Madeleine (Lage)                                                                                            | PM10003759    | Inscrit        | 1974      |                |
| Weihwasserbecken (1)                                                                   | roter Marmor, weißer Kalkstein, 17. Jahrhundert | in der Kirche St-Jean (Lage)                                                                                                  | PM10003768    | Inscrit        | 1973      |                |
| Sieben Architekturelemente                                                             | Fragmente von Säulen, Kapitellen und Baldachinen; Kalkstein, 14. und 16. Jahrhundert | in der Kirche St-Jean (Lage)                                                                                                  | PM10003769    | Inscrit        | 1973      |                |
| Skulptur Heiliger Sebastian (1)                                                        | Eichenholz, farbig gefasst und vergoldet, 16. Jahrhundert | in der Kirche St-Nicolas (Lage)                                                                                               | PM10003775    | Inscrit        | 1974      |                |
| Altar der Chapelle du Calvaire                                                         | Altartisch; brauner und schwarzer Marmor, 18. Jahrhundert | in der Kirche St-Nicolas (Chapelle du Calvaire) (Lage)                                                                        | PM10003776    | Inscrit        | 1974      |                |
| Altarkreuz (1)                                                                         | Metall, versilbert, erste Hälfte des 19. Jahrhunderts | in der Kirche St-Nicolas (Chapelle du Calvaire) (Lage)                                                                        | PM10003781    | Inscrit        | 1974      |                |
| Skulpturengruppe Mariä Himmelfahrt                                                     | Kalkstein, farbig gefasst und vergoldet, 16. Jahrhundert | in der Kirche St-Nicolas (Lage)                                                                                               | PM10003783    | Inscrit        | 1974      |                |
| Skulptur eines heiligen Bischofs (1)                                                   | Kalkstein, 16. Jahrhundert; Verbleib unbekannt | in der Basilika St-Urbain (Lage)                                                                                              | PM10003800    | Inscrit        | 1974      |                |
| Skulptur Christus                                                                      | Eichenholz, Anfang des 16. Jahrhunderts; Verbleib unbekannt | in der Basilika St-Urbain (Lage)                                                                                              | PM10003801    | PM10003801     | 1974      |                |
| Kruzifix (1)                                                                           | Eichenholz, 16. Jahrhundert | in der Basilika St-Urbain (Lage)                                                                                              | PM10003805    | Inscrit        | 1973      |                |
| Skulptur Paulus (1)                                                                    | Eichenholz, übertüncht und vergoldet, 16. Jahrhundert | in der Kirche St-Nicolas (Lage)                                                                                               | PM10003806    | Inscrit        | 1974      |                |
| Skulptur Johannes Evangelist (1)                                                       | Eichenholz, 16. Jahrhundert | in der Kirche St-Nizier (Lage)                                                                                                | PM10003807    | Inscrit        | 1992      |                |
| Monstranz (1)                                                                          | Silber, vergoldet, 18. Jahrhundert; Verbleib unbekannt | im Bischofssitz (Kapelle) (Lage)                                                                                              | PM10002633    | Classé         | 1964      |                |
| Skulptur Madonna mit Kind (1)                                                          | Holz, farbig gefasst und vergoldet, 16. Jahrhundert; im Musée Saint-Loup deponiert | im Hôtel-Dieu (Lage) | PM10002645    | Classé         | 1894      |                |
| Kirchenfenster (1)                                                                     | aus dem 16. und 17. Jahrhundert | in der Kirche St-Martin-ès-Vignes (Lage)                                                                                      | PM10002459    | Classé         | 1908      |                |
| Skulptur einer Heiligen (1)                                                            | Kalkstein, 16. Jahrhundert | in der Kirche St-Nicolas (Lage)                                                                                               | PM10002515    | Classé         | 1971      |                |
| Gemälde Kreuztragung (1)                                                               | Ölfarbe auf Holz, 16. Jahrhundert; Verbleib unbekannt | in der Kirche St-Nizier (Lage)                                                                                                | PM10002534    | Classé         | 1908      |                |
| Gemälde Marientod (1)                                                                  | Ölfarbe auf Leinwand, 17. Jahrhundert, Jacques de Létin zugeschrieben; im Musée Saint-Loup deponiert | in der Kirche St-Nizier (Lage)                                                                                                | PM10002535    | Classé         | 1908      |                |
| Gemälde Mariä Verkündigung (1)                                                         | Ölfarbe auf Leinwand, 1701 von Louis Herluison; im Musée Saint-Loup deponiert | in der Kirche St-Nizier (Lage)                                                                                                | PM10002538    | Classé         | 1908      |                |
| Skulptur Christus stürzt unter dem Kreuz (1)                                           | Kalkstein, farbig gefasst, zweite Hälfte des 16. Jahrhunderts (im Bild rechts) | in der Kirche St-Pantaléon (Lage)                                                                                             | PM10002542    | Classé         | 1862      |                |
| Skulptur Auferstandener Christus (1)                                                   | Kalkstein, farbig gefasst, 16. Jahrhundert, François Gentil zugeschrieben | in der Kirche St-Pantaléon (Lage)                                                                                             | PM10002559    | Classé         | 1908      |                |
| Gemälde Marientod (2)                                                                  | Ölfarbe auf Holz, 16. Jahrhundert; Verbleib unbekannt | in der Kirche St-Rémy (Lage)                                                                                                  | PM10002581    | Classé         | 1908      |                |
| Skulptur Heiliger Odilo                                                                | Kalkstein, farbig gefasst, 14. Jahrhundert | in der Basilika St-Urbain (Lage)                                                                                              | PM10002606    | Classé         | 1960      |                |
| Skulptur Heilige Barbara (1)                                                           | Kalkstein, farbig gefasst, 16. Jahrhundert | in der Kirche St-Jean (Lage)                                                                                                  | PM10002391    | Classé         | 1908      |                |
| Skulptur Christus in der Rast (1)                                                      | Kalkstein, 16. Jahrhundert; Verbleib unbekannt | in der Kirche St-Pantaléon (Lage)                                                                                             | PM10003332    | Classé         | 1862      |                |
| Skulptur Paulus (2)                                                                    | Kalkstein, farbig gefasst, 16. Jahrhundert | in der Kirche St-Pantaléon (Lage)                                                                                             | PM10003338    | Classé         | 1908      |                |
| Skulptur Heiliger Gregor der Große                                                     | Kalkstein, farbig gefasst, 16. Jahrhundert | in der Kirche St-Pantaléon (Lage)                                                                                             | PM10003342    | Classé         | 1908      | weitere Bilder |
| Gemälde Kreuztragung (2)                                                               | Ölfarbe auf Holz, 16. oder frühes 17. Jahrhundert | in der Kirche St-Rémy (Lage)                                                                                                  | PM10003348    | Classé         | 1894      |                |
| Gemälde Stifterin                                                                      | Grisaillemalerei; Ölfarbe auf Holz, bezeichnet 1552 | in der Kirche St-Rémy (Lage)                                                                                                  | PM10003359    | Classé         | 1894      |                |
| Gemälde Der heilige Dominikus empfängt den Rosenkranz                                  | Ölfarbe auf Leinwand, 17. Jahrhundert, von Jacques de Létin | in der Kirche St-Rémy (Lage)                                                                                                  | PM10003366    | Classé         | 1908      |                |
| Grabstein (1)                                                                          | Kalkstein, weißer Marmor, 14. Jahrhundert | in der Basilika St-Urbain (Lage)                                                                                              | PM10003375    | Classé         | 1840 (?)  |                |
| Grabstein (2)                                                                          | Kalkstein, 15. Jahrhundert | in der Basilika St-Urbain (Lage)                                                                                              | PM10003376    | Classé         | 1840 (?)  |                |
| Grabstein für Jean Bompas und Anne Saulnier                                            | Schwarzer Kalkstein, bezeichnet 1524 und 1563 | in der Basilika St-Urbain (Lage)                                                                                              | PM10003383    | Classé         | 1840 (?)  |                |
| Grabstein für Pierre le Breton und Laurette Mérille                                    | Kalkstein, bezeichnet 1492 und 1497 | in der Basilika St-Urbain (Lage)                                                                                              | PM10003387    | Classé         | 1840 (?)  |                |
| Skulptur Johannes Evangelist (2)                                                       | Teil einer Kreuzigungsgruppe; Kalkstein, weiß getüncht, zweite Hälfte des 16. Jahrhunderts | in der Basilika St-Urbain (Lage)                                                                                              | PM10003389    | Classé         | 1894      |                |
| Ziborienaltar                                                                          | Altartisch, Retabel und Tabernakel; Marmor, Halbedelsteine, Tabernakel 1692 von François Girardon; zugehörig PM10002383, PM10002384, PM10003305 bis PM10003309, PM10003431 und PM10003432                                           | in der Kirche St-Jean (Sakramentskapelle) (Lage)                                                                              | PM10003433    | Classé         | 1840      |                |
| Relief Abendmahl                                                                       | weißer Marmor, 1550, Jacques Juliot zugeschrieben | in der Kirche St-Jean (Sakramentskapelle) (Lage)                                                                              | PM10002383    | Classé         | 1840      |                |
| Relief Kreuztragung (1)                                                                | weißer Marmor, 16. Jahrhundert; von Domenico del Barbieri oder aus seiner Schule | in der Kirche St-Jean (Sakramentskapelle) (Lage)                                                                              | PM10002384    | Classé         | 1840      |                |
| Relief Fußwaschung                                                                     | weißer Marmor, 1550, Jacques Juliot zugeschrieben | in der Kirche St-Jean (Sakramentskapelle) (Lage)                                                                              | PM10003305    | Classé         | 1840      |                |
| Relief Judas bereut                                                                    | weißer Marmor, 1550, Jacques Juliot zugeschrieben | in der Kirche St-Jean (Sakramentskapelle) (Lage)                                                                              | PM10003306    | Classé         | 1840      |                |
| Relief Aufrichtung des Kreuzes                                                         | weißer Marmor, 16. Jahrhundert; von Domenico del Barbieri oder aus seiner Schule | in der Kirche St-Jean (Sakramentskapelle) (Lage)                                                                              | PM10003307    | Classé         | 1840      |                |
| Relief Auferstehung Christi                                                            | weißer Marmor, 16. Jahrhundert; von Domenico del Barbieri oder aus seiner Schule | in der Kirche St-Jean (Sakramentskapelle) (Lage)                                                                              | PM10003308    | Classé         | 1840      |                |
| Relief Grablegung                                                                      | weißer Marmor, 16. Jahrhundert; von Domenico del Barbieri oder aus seiner Schule | in der Kirche St-Jean (Sakramentskapelle) (Lage)                                                                              | PM10003309    | Classé         | 1840      |                |
| Relief Madonna                                                                         | Bronze, vergoldet, 17. Jahrhundert, von François | in der Kirche St-Jean (Sakramentskapelle) (Lage)                                                                              | PM10003431    | Classé         | 1840      |                |
| Relief Christus                                                                        | Bronze, vergoldet, 17. Jahrhundert, von François Girardon | in der Kirche St-Jean (Sakramentskapelle) (Lage)                                                                              | PM10003432    | Classé         | 1840      |                |
| Gemälde Heilige Sippe                                                                  | Ölfarbe auf Leinwand, 17. Jahrhundert; Verbleib unbekannt | in der Kathedrale St-Pierre-et-St-Paul (Kathedralschatz) (Lage)                                                               | PM10001932    | Classé         | 1913      |                |
| Bischofsring von François Mallier du Houssay                                           | Silber, Glas, zweite Hälfte des 17. Jahrhunderts | in der Kathedrale St-Pierre-et-St-Paul (Kathedralschatz) (Lage)                                                               | PM10002308    | Classé         | 1894      |                |
| Medaillon mit einem Splitter des Wahren Kreuzes                                        | Silber, vergoldet, 16. Jahrhundert | in der Kathedrale St-Pierre-et-St-Paul (Kathedralschatz) (Lage)                                                               | PM10002303    | Classé         | 1894      |                |
| Ablutionskanne und -schale von Étienne-Marie de Boulogne                               | Silber, vergoldet, erstes Viertel des 19. Jahrhunderts | in der Kathedrale St-Pierre-et-St-Paul (Kathedralschatz) (Lage)                                                               | PM10002313    | Classé         | 1894      |                |
| Ablutionsschale mit dem Wappen der Familie Le Gorlier                                  | Silber, 18. Jahrhundert | in der Kathedrale St-Pierre-et-St-Paul (Kathedralschatz) (Lage)                                                               | PM10002356    | Classé         | 1958      |                |
| Gemälde Porträt von Odard Hennequin                                                    | Ölfarbe auf Leinwand, wohl aus dem 17. Jahrhundert | in der Kathedrale St-Pierre-et-St-Paul (Sakristei) (Lage)                                                                     | PM10003843    | Inscrit        | 1977      |                |
| Zwei Messkännchen (1)                                                                  | Silber, Anfang des 19. Jahrhunderts, von Jean-Ange-Joseph Loque | in der Kathedrale St-Pierre-et-St-Paul (Kathedralschatz) (Lage)                                                               | PM10003882    | Inscrit        | 1995      |                |
| Monstranz (2)                                                                          | Silber, vergoldet, zwischen 1819 und 1838, von Jean-Charles Cahier | in der Kathedrale St-Pierre-et-St-Paul (Kathedralschatz) (Lage)                                                               | PM10003859    | Inscrit        | 1995      |                |
| Kelch (1)                                                                              | Silber, vergoldet, zwischen 1819 und 1838, von François-Joseph Bertrand-Paraud | in der Kathedrale St-Pierre-et-St-Paul (Kathedralschatz) (Lage)                                                               | PM10003855    | Inscrit        | 1995      |                |
| Monstranz (3)                                                                          | Silber, vergoldet, zweite Hälfte des 19. Jahrhunderts, von Jean-Baptiste Garnier | in der Kathedrale St-Pierre-et-St-Paul (Kathedralschatz) (Lage)                                                               | PM10003872    | Inscrit        | 1996      |                |
| Zwei Messkännchen (2)                                                                  | Silber, Mitte des 19. Jahrhunderts, von Jean-Baptiste Garnier | in der Kathedrale St-Pierre-et-St-Paul (Kathedralschatz) (Lage)                                                               | PM10003881    | Inscrit        | 1995      |                |
| Zwei Messkännchen (3)                                                                  | Glas, Silber, vergoldet, Edelsteine, undatiert | in der Kathedrale St-Pierre-et-St-Paul (Kathedralschatz) (Lage)                                                               | PM10003847    | Inscrit        | 2001      |                |
| Paxtafel (1)                                                                           | Silber, vergoldet, Anfang des 19. Jahrhunderts, von Jean-Ange-Joseph Loque | in der Kathedrale St-Pierre-et-St-Paul (Kathedralschatz) (Lage)                                                               | PM10003850    | Inscrit        | 1995      |                |
| Patene (1)                                                                             | Silber, vergoldet, zwischen 1819 und 1838, von François-Joseph Bertrand-Paraud | in der Kathedrale St-Pierre-et-St-Paul (Kathedralschatz) (Lage)                                                               | PM10003854    | Inscrit        | 1995      |                |
| Skulptur Isaak am Opferstock                                                           | Kalkstein, 16. Jahrhundert; Verbleib unbekannt | in der Kirche Ste-Madeleine (Lage)                                                                                            | PM10002454    | Classé         | 1972      |                |
| Grabstein für Catherine de la Marche und Jeanne de la Garmoise                         | Kalkstein, bezeichnet 1361 und 1377 | in der Kathedrale St-Pierre-et-St-Paul (Lage)                                                                                 | PM10002261    | Classé         | 1908      |                |
| Grabstein für François Cissant                                                         | Kalkstein, bezeichnet 1346 | in der Kirche Ste-Madeleine (Lage)                                                                                            | PM10002417    | Classé         | 1840      |                |
| Gemälde Enthauptung des Täufers (1)                                                    | Ölfarbe auf Holz, 16. oder frühes 17. Jahrhundert | in der Kirche St-Rémy (Lage)                                                                                                  | PM10003345    | Classé         | 1894      |                |
| Skulptur Christus in der Rast (2)                                                      | Kalkstein, ehemals farbig gefasst, erste Hälfte des 16. Jahrhunderts | in der Kirche St-Nizier (Lage)                                                                                                | PM10002526    | Classé         | 1894      |                |
| Grablegungsgruppe                                                                      | Kalkstein, ehemals farbig gefasst, Anfang des 16. Jahrhunderts | in der Kirche St-Nizier (Lage)                                                                                                | PM10002529    | Classé         | 1908      | weitere Bilder |
| Piscina                                                                                | Kalkstein, um 1265 | in der Basilika St-Urbain (Lage)                                                                                              | PM10002591    | Classé         | 1840 (?)  |                |
| Gemälde Sakramente der Taufe, der Eucharistie und der Firmung                          | Farbe auf Holz, 16. Jahrhundert | in der Kirche St-Nicolas (Lage)                                                                                               | PM10002482    | Classé         | 1894      |                |
| Prozessionskreuz (1)                                                                   | Kupfer, vergoldet, 15. Jahrhundert | in der Kathedrale St-Pierre-et-St-Paul (Kathedralschatz) (Lage)                                                               | PM10002294    | Classé         | 1894      |                |
| Gemälde Der heilige Remigius bestraft den widerspenstigen Müller                       | Grisaillemalerei; Ölfarbe auf Holz, 16. Jahrhundert (im Bild links) | in der Kirche St-Rémy (Lage)                                                                                                  | PM10003357    | Classé         | 1894      |                |
| Gemälde Flucht nach Ägypten                                                            | Ölfarbe auf Holz, 16. Jahrhundert | in der Kirche St-Rémy (Lage)                                                                                                  | PM10003364    | Classé         | 1894      |                |
| Gemälde Verrat des Judas                                                               | Ölfarbe auf Holz, 16. oder frühes 17. Jahrhundert | in der Kirche St-Rémy (Lage)                                                                                                  | PM10003346    | Classé         | 1894      |                |
| Gemälde Weihe des heiligen Franz von Sales                                             | Ölfarbe auf Leinwand, 17. Jahrhundert, Jacques de Létin zugeschrieben; Verbleib unbekannt, möglicherweise identisch mit PM10002403                                                                                                  | in der Kirche St-Jean (Lage)                                                                                                  | PM10002404    | Classé         | 1966      |                |
| Gemälde Anbetung der Hirten (1)                                                        | Ölfarbe auf Holz, vergoldeter Holzrahmen, 18. Jahrhundert; 1980 gestohlen | in der Kirche Ste-Madeleine (Lage)                                                                                            | PM10002432    | Classé         | 1908      |                |
| Evangeliar (1)                                                                         | Pergament, 10. Jahrhundert | in der Kathedrale St-Pierre-et-St-Paul (Kathedralschatz) (Lage)                                                               | PM10002361    | Classé         | 1958      |                |
| Stundenbuch (1)                                                                        | illuminierter Druck, Verlag Simon Vostre, Paris, um 1500 | in der Kathedrale St-Pierre-et-St-Paul (Kathedralschatz) (Lage)                                                               | PM10002366    | Classé         | 1958      |                |
| Psalter von Heinrich I. von Champagne                                                  | illuminiertes Manuskript; Tinte und Farbe auf Vellum, um 850 | in der Kathedrale St-Pierre-et-St-Paul (Kathedralschatz) (Lage)                                                               | PM10002319    | Classé         | 1894      |                |
| Buchdeckel                                                                             | Silber, vergoldet, Glasperlen, 1812 | in der Kathedrale St-Pierre-et-St-Paul (Kathedralschatz) (Lage)                                                               | PM10003875    | Inscrit        | 1996      |                |
| Windfang des Nordportals                                                               | Eichenholz, 18. Jahrhundert; abgebaut, Verbleib unbekannt | in der Kirche Ste-Madeleine (Lage)                                                                                            | PM10002439    | Classé         | 1972      |                |
| Retabel des Hauptaltars                                                                | rosa, weißer und schwarzer Marmor, Kalkstein, 17. Jahrhundert | in der Kirche St-Jean (Lage)                                                                                                  | PM10002387    | Classé         | 1840      |                |
| Skulptur Heiliger Jakobus der Ältere (1)                                               | Kalkstein, zweite Hälfte des 16. Jahrhunderts, Domenico del Barbieri zugeschrieben | in der Kirche St-Pantaléon (Lage)                                                                                             | PM10002551    | Classé         | 1862      |                |
| Zwei Altarleuchter                                                                     | Holz, vergoldet, erste Hälfte des 19. Jahrhunderts | in der Kathedrale St-Pierre-et-St-Paul (Lage)                                                                                 | PM10002266    | Classé         | 1971      |                |
| Gemälde Porträt von Marc-Antoine de Noé                                                | Ölfarbe auf Leinwand, 1802 | in der Kathedrale St-Pierre-et-St-Paul (Sakristei) (Lage)                                                                     | PM10002280    | Classé         | 1978      |                |
| Skulptur Heilige Katharina                                                             | Kalkstein, 16. oder 17. Jahrhundert | in der Kirche St-Nicolas (Lage)                                                                                               | PM10002514    | Classé         | 1971      |                |
| Wandgemälde Abendmahl                                                                  | Kalkmalerei, 16. Jahrhundert | in der Kirche St-Nicolas (Lage)                                                                                               | PM10002479    | Classé         | 1886      |                |
| Gemälde Vier Heilige: Karl Borromäus, Hadrian, Sebastian und Rochus                    | Ölfarbe auf Holz, 17. Jahrhundert | in der Kirche St-Nicolas (Lage)                                                                                               | PM10002496    | Classé         | 1908      |                |
| Gemälde Mariä Verkündigung (2)                                                         | Ölfarbe auf Leinwand, 17. Jahrhundert, von Jacques de Létin | in der Kirche St-Rémy (Lage)                                                                                                  | PM10002584    | Classé         | 1908      |                |
| Triptychon Christi Geburt, Kreuzigung und Auferstehung                                 | Ölfarbe auf Holz, Ende des 15. Jahrhunderts | im Hôtel-Dieu (Kapelle) (Lage)                                                                                                | PM10002655    | Classé         | 1894      |                |
| Skulpturengruppe Madonna und Johannes Evangelist                                       | Eichenholz, 16. Jahrhundert | in der Kirche St-Nicolas (Lage)                                                                                               | PM10002503    | Classé         | 1971      |                |
| Skulptur Heiliger Nikolaus (1)                                                         | Kalkstein, farbig gefasst und vergoldet, 16. Jahrhundert | in der Kirche St-Nicolas (Lage)                                                                                               | PM10002476    | Classé         | 1886      |                |
| Relief Anbetung der Hirten und der Könige                                              | Kalkstein, farbig gefasst, 16. Jahrhundert | in der Kirche St-Nicolas (Lage)                                                                                               | PM10002473    | Classé         | 1886      |                |
| Kronleuchter                                                                           | Eisen, vergoldet, Kupfer, Glas, Anfang des 19. Jahrhunderts; in den 1980er Jahren abgestürzt und stark beschädigt | in der Kirche Ste-Madeleine (Lage)                                                                                            | PM10002458    | Classé         | 1972      |                |
| Emailmalerei Petrus                                                                    | Email auf Metall, 13. Jahrhundert | in der Kathedrale St-Pierre-et-St-Paul (Kathedralschatz) (Lage)                                                               | PM10002332    | Classé         | 1894      |                |
| Paxtafel (2)                                                                           | Kupfer, vergoldet, Email, 14. Jahrhundert | in der Kathedrale St-Pierre-et-St-Paul (Kathedralschatz) (Lage)                                                               | PM10002322    | Classé         | 1894      |                |
| Skulptur Erzengel Michael (1)                                                          | Kalkstein, farbig gefasst, um 1500 | in der Basilika St-Urbain (Lage)                                                                                              | PM10002616    | Classé         | 1960      |                |
| Skulptur Heiliger Bernhard (1)                                                         | Kalkstein, 16. Jahrhundert | in der Basilika St-Urbain (Lage)                                                                                              | PM10002603    | Classé         | 1911      |                |
| Gemälde Kreuztragung (3)                                                               | Ölfarbe auf Holz, 16. Jahrhundert; Verbleib unbekannt, möglicherweise im Musée de Vauluisant (Abbildung) | in der Kirche St-Pantaléon (Lage)                                                                                             | PM10002561    | Classé         | 1908      |                |
| Skulptur einer Heiligen (2)                                                            | Kalkstein, farbig gefasst, zweite Hälfte des 16. Jahrhunderts | in der Basilika St-Urbain (Lage)                                                                                              | PM10002612    | Classé         | 1960      |                |
| Skulptur Heilige Agnes (1)                                                             | Eichenholz, farbig gefasst und vergoldet, Ende des 16. Jahrhunderts | in der Basilika St-Urbain (Lage)                                                                                              | PM10002622    | Classé         | 1975      |                |
| Marienleben-Triptychon                                                                 | Ölfarbe auf Holz, Anfang des 17. Jahrhunderts | in der Kirche St-Martin-ès-Vignes (Lage)                                                                                      | PM10002470    | Classé         | 1975      |                |
| Skulptur Heiliger Stephan                                                              | Eichenholz, farbig gefasst und vergoldet, Ende des 16. Jahrhunderts | in der Kirche Ste-Madeleine (Lage)                                                                                            | PM10002429    | Classé         | 1908      |                |
| Gemälde Der heilige Claudius erweckt ein Kind von den Toten                            | Ölfarbe auf Leinwand, 17. Jahrhundert, Jacques de Létin zugeschrieben | in der Kirche St-Nizier (Lage)                                                                                                | PM10003329    | Classé         | 1908      |                |
| Gemälde Christus am Ölberg                                                             | Ölfarbe auf Leinwand, 17. Jahrhundert, von Jacques de Létin | in der Kirche St-Pantaléon (Lage)                                                                                             | PM10002568    | Classé         | 1975      |                |
| Orgel (1)                                                                              | Ensemble aus PM10002273 und PM10002265 | in der Kathedrale St-Pierre-et-St-Paul (Lage)                                                                                 | PM10004994    | Classé         | 1963 1974 | weitere Bilder |
| Orgelprospekt (1)                                                                      | 1731 von Jean-François Béchamp für das Kloster Clairvaux gebaut, 1794 in die Kathedrale von Troyes verbracht, dort 1808 aufgestellt                                                                                                 | in der Kathedrale St-Pierre-et-St-Paul (Lage)                                                                                 | PM10002273    | Classé         | 1974      | weitere Bilder |
| Instrumentalteil der Orgel (1)                                                         | 1731 von Jacques Cochu für das Kloster Clairvaux gebaut, 1794 in die Kathedrale von Troyes verbracht, dort 1808 aufgestellt | in der Kathedrale St-Pierre-et-St-Paul (Lage)                                                                                 | PM10002265    | Classé         | 1963      |                |
| Gemälde Porträt von René de Breslay (1)                                                | Ölfarbe auf Leinwand, bezeichnet 1641 | in der Kathedrale St-Pierre-et-St-Paul (Sakristei) (Lage)                                                                     | PM10002277    | Classé         | 1978      |                |
| Gemälde Der heilige Franz von Sales vor Papst Clemens VIII.                            | Ölfarbe auf Leinwand, 17. Jahrhundert | in der Kirche St-Jean (Lage)                                                                                                  | PM10002403    | Classé         | 1966      |                |
| Gemälde Christus und die Werke der Barmherzigkeit                                      | Ölfarbe auf Leinwand, 17. Jahrhundert | in der Kathedrale St-Pierre-et-St-Paul (Kathedralschatz) (Lage)                                                               | PM10002672    | Classé         | 1983      |                |
| Zwei Altarflügel: Fußwaschung und Mariä Verkündigung                                   | Ölfarbe auf Holz, bezeichnet 1542; siehe auch PM10003287 | in der Kathedrale St-Pierre-et-St-Paul (Taufkapelle) (Lage)                                                                   | PM10002256    | Classé         | 1894      |                |
| Altar der Marienkapelle                                                                | Altartisch, Tabernakel und Retabel; Marmor, 1845 von Victor Baltard | in der Kathedrale St-Pierre-et-St-Paul (Marienkapelle) (Lage)                                                                 | PM10003001    | Classé         | 1982      |                |
| Skulptur Heilige Barbara (2)                                                           | Kalkstein, 16. Jahrhundert | in der Kathedrale St-Pierre-et-St-Paul (Kathedralschatz) (Lage)                                                               | PM10002336    | Classé         | 1908      |                |
| Gemälde Anbetung der Hirten (2)                                                        | Ölfarbe auf Holz, vergoldeter Holzrahmen, Ende des 16. Jahrhunderts; nach Marten de Vos | im Pfarrhaus 5 rue Charbonnet (Lage)                                                                                          | PM10002602    | Classé         | 1908      |                |
| Skulptur Heilige Margaretha                                                            | Stein, 16. Jahrhundert | im Hôtel-Dieu (Lage) | PM10002651    | Classé         | 1959      | weitere Bilder |
| Skulpturengruppe Verhaftung der heiligen Crispinus und Crispinianus                    | Kalkstein, farbig gefasst und vergoldet, 16. Jahrhundert | in der Kirche St-Pantaléon (Lage)                                                                                             | PM10002540    | Classé         | 1862      | weitere Bilder |
| Pyxis                                                                                  | Kupfer, 15. Jahrhundert | in der Kathedrale St-Pierre-et-St-Paul (Kathedralschatz) (Lage)                                                               | PM10002357    | Classé         | 1958      |                |
| Gemälde Grablegung (1)                                                                 | Ölfarbe auf Leinwand, 17. Jahrhundert; Kopie nach Tizian | in der Kirche St-Jean (Lage)                                                                                                  | PM10002399    | Classé         | 1966      |                |
| Gemälde Verzückung des heiligen Franz von Sales                                        | Ölfarbe auf Leinwand,18. Jahrhundert | in der Kirche St-Jean (Lage)                                                                                                  | PM10002405    | Classé         | 1966      |                |
| Skulpturengruppe Auferstehung Christi                                                  | Kalkstein, farbig gefasst, 16. Jahrhundert | in der Kirche St-Nicolas (Lage)                                                                                               | PM10002521    | Classé         | 1972      |                |
| Skulptur Heilige Agatha                                                                | Kalkstein, übertüncht, 16. Jahrhundert | in der Kirche St-Nicolas (Lage)                                                                                               | PM10002491    | Classé         | 1908      |                |
| Skulpturengruppe Mariä Heimsuchung                                                     | Kalkstein, wohl um 1520 | in der Kirche St-Jean (Lage)                                                                                                  | PM10002381    | Classé         | 1840      | weitere Bilder |
| Almosenbeutel                                                                          | Stoff, 14. Jahrhundert | in der Kathedrale St-Pierre-et-St-Paul (Kathedralschatz) (Lage)                                                               | PM10002302    | Classé         | 1894      |                |
| Vasa sacra von Édouard Colbert                                                         | Ensemble aus PM10003291 bis PM10003295 | in der Kathedrale St-Pierre-et-St-Paul (Kathedralschatz) (Lage)                                                               | PM10002311    | Classé         | 1894      |                |
| Kelch und Patene (1)                                                                   | Silber, 17. Jahrhundert | in der Kathedrale St-Pierre-et-St-Paul (Kathedralschatz) (Lage)                                                               | PM10003291    | Classé         | 1894      |                |
| Ablutionskanne und -schale                                                             | Silber, 17. Jahrhundert, von Nicolas Dolin | in der Kathedrale St-Pierre-et-St-Paul (Kathedralschatz) (Lage)                                                               | PM10003292    | Classé         | 1894      |                |
| Tablett mit zwei Messkännchen (1)                                                      | Silber, 17. Jahrhundert | in der Kathedrale St-Pierre-et-St-Paul (Kathedralschatz) (Lage)                                                               | PM10003293    | Classé         | 1894      |                |
| Hostiendose                                                                            | Silber, 17. Jahrhundert | in der Kathedrale St-Pierre-et-St-Paul (Kathedralschatz) (Lage)                                                               | PM10003294    | Classé         | 1894      |                |
| Altarglöckchen und zwei Altarleuchter                                                  | Silber, 17. Jahrhundert | in der Kathedrale St-Pierre-et-St-Paul (Kathedralschatz) (Lage)                                                               | PM10003295    | Classé         | 1894      |                |
| Reliquienschrein für die Diözesanheiligen                                              | fälschlich auch als Savianusschrein bezeichnet; Eichenholz, Messing, Edelsteine, 19. Jahrhundert | in der Kathedrale St-Pierre-et-St-Paul (Kathedralschatz) (Lage)                                                               | PM10003877    | Inscrit        | 2001      |                |
| Zwei Gemälde: Evangelisten                                                             | Farbe auf Holz, teilweise vergoldet, bezeichnet 1553 | in der Kathedrale St-Pierre-et-St-Paul (Kathedralschatz) (Lage)                                                               | PM10002276    | Classé         | 1977      |                |
| Altar der Herz-Jesu-Kapelle                                                            | Altartisch, Tabernakel, Expositionsnische und Retabel; Kalkstein, farbig gefasst und vergoldet, 1849, Entwurf Eugène Viollet-le-Duc, Ausführung Victor-Joseph Pyanet                                                                | in der Kathedrale St-Pierre-et-St-Paul (Lage)                                                                                 | PM10002670    | Classé         | 1982      |                |
| Zwei Reliefs: Christus und Maria                                                       | Gips, vergoldeter Holzrahmen, 1707 | in der Kirche St-Nicolas (Lage)                                                                                               | PM10002519    | Classé         | 1971      |                |
| Skulptur Heiliger Rochus (1)                                                           | Kalkstein, farbig gefasst, 16. Jahrhundert | in der Kirche St-Pantaléon (Lage)                                                                                             | PM10003339    | Classé         | 1908      |                |
| Gemälde Abendmahl (1)                                                                  | Ölfarbe auf Leinwand, erste Hälfte des 17. Jahrhunderts; der Werkstatt von Richard und Jean Tassel zugeschrieben | in der Kirche St-Jean (Lage)                                                                                                  | PM10002396    | Classé         | 1956      |                |
| Wandgemälde Inschrift                                                                  | aus dem 15. Jahrhundert | in der Kirche Ste-Madeleine (Lage)                                                                                            | PM10002420    | Classé         | 1840      |                |
| Kanzel (1)                                                                             | Eichenholz, teilweise vergoldet, 18. Jahrhundert | in der Kirche Ste-Madeleine (Lage)                                                                                            | PM10002446    | Classé         | 1972      |                |
| Relief Petrus                                                                          | Eichenholz, 16. Jahrhundert | in der Kirche St-Nicolas (Lage)                                                                                               | PM10002517    | Classé         | 1971      |                |
| Wandgemälde Kreuzigung                                                                 | 1551/1552 von Nicolas II. Cordonnier | in der Kirche St-Nicolas (Lage)                                                                                               | PM10002508    | Classé         | 1971      |                |
| Gemälde Anbetung der Könige (1)                                                        | Ölfarbe auf Leinwand, 17. Jahrhundert; nach Peter Paul Rubens | in der Kirche St-Pantaléon (Lage)                                                                                             | PM10002566    | Classé         | 1975      |                |
| Zwei Zierbeschläge                                                                     | wohl von einem Reliquienschrein; Email auf Metall, 13. Jahrhundert | in der Kathedrale St-Pierre-et-St-Paul (Kathedralschatz) (Lage)                                                               | PM10002331    | Classé         | 1894      |                |
| Zwei Fragmente einer Textilie (1)                                                      | Stoff, 13. Jahrhundert | in der Kathedrale St-Pierre-et-St-Paul (Kathedralschatz) (Lage)                                                               | PM10003832    | Inscrit        | 2001      |                |
| Schädelreliquiar der heiligen Margaretha                                               | Eichenholz, bemalt, Kupfer, versilbert und vergoldet, Glas, Bergkristall, vor 1514 | im Hôtel-Dieu (Lage) | PM10002643    | Classé         | 1894      | weitere Bilder |
| Schädelreliquiar des heiligen Bartholomäus                                             | Eichenholz, bemalt, Kupfer, versilbert und vergoldet, Bergkristall, vor 1514 | im Hôtel-Dieu (Lage) | PM10002642    | Classé         | 1894      | weitere Bilder |
| Reliquienskulptur Madonna mit Kind                                                     | Eichenholz, vergoldet, 16. Jahrhundert | im Pfarrhaus 5 rue Charbonnet (Lage)                                                                                          | PM10002631    | Classé         | 1975      |                |
| Orgel (2)                                                                              | Haupteintrag für PM10002677 | in der Kirche St-Nicolas (Lage)                                                                                               | PM10004998    | Classé         | 1987      |                |
| Instrumentalteil der Orgel (2)                                                         | vermutlich 1785 von René Cochu gebaut | in der Kirche St-Nicolas (Lage)                                                                                               | PM10002677    | Classé         | 1987      |                |
| Gemälde Der heilige Pantaleon erweckt einen Jüngling nach einem Schlangenbiss vom Tode | Ölfarbe auf Leinwand, 1720 von Jacques Carrey; in der Kapelle des alten Bischofspalasts deponiert | in der Kirche St-Pantaléon (Lage)                                                                                             | PM10003301    | Classé         | 1908      |                |
| Gemälde Verhaftung des heiligen Pantaleon                                              | Ölfarbe auf Leinwand, 1720 von Jacques Carrey | in der Kapelle des alten Bischofspalasts (Lage)                                                                               | PM10003304    | Classé         | 1908      |                |
| Skulptur Heilige Julia                                                                 | Kalkstein, farbig gefasst, 16. Jahrhundert | in der Kirche St-Martin-ès-Vignes (Lage)                                                                                      | PM10003314    | Classé         | 1908      |                |
| Skulptur Heiliger Nikolaus (2)                                                         | Kalkstein, Farbfassung übertüncht, 16. Jahrhundert | in der Kirche St-Martin-ès-Vignes (Lage)                                                                                      | PM10003316    | Classé         | 1908      |                |
| Gemälde Heiliger Edmund von Canterbury                                                 | Ölfarbe auf Holz, 17. Jahrhundert, von Pierre Cossard | in der Kirche St-Martin-ès-Vignes (Lage)                                                                                      | PM10003319    | Classé         | 1908      |                |
| Gemälde Predigt des Täufers                                                            | Ölfarbe auf Holz, 16. oder frühes 17. Jahrhundert | in der Kirche St-Rémy (Lage)                                                                                                  | PM10003344    | Classé         | 1894      |                |
| Gemälde Mariä Verkündigung (3)                                                         | Grisaillemalerei; Ölfarbe auf Holz, 16. Jahrhundert | in der Kirche St-Rémy (Lage)                                                                                                  | PM10003354    | Classé         | 1894      |                |
| Gemälde Wunderflasche des heiligen Remigius                                            | Grisaillemalerei; Ölfarbe auf Holz, 16. Jahrhundert | in der Kirche St-Rémy (Lage)                                                                                                  | PM10003355    | Classé         | 1894      |                |
| Grabstein der Familie La Rüe                                                           | Kalkstein, 16. Jahrhundert | in der Basilika St-Urbain (Lage)                                                                                              | PM10003367    | Classé         | 1840 (?)  |                |
| Grabstein (3)                                                                          | Kalkstein, 14. Jahrhundert | in der Basilika St-Urbain (Lage)                                                                                              | PM10003373    | Classé         | 1840 (?)  |                |
| Grabstein (4)                                                                          | Kalkstein, 14. Jahrhundert | in der Basilika St-Urbain (Lage)                                                                                              | PM10003374    | Classé         | 1840 (?)  |                |
| Grabstein für Étienne Morce                                                            | Kalkstein, bezeichnet 1396 | in der Basilika St-Urbain (Lage)                                                                                              | PM10003378    | Classé         | 1840 (?)  |                |
| Grabstein für Gui de Bosco                                                             | Kalkstein, bezeichnet 1361 | in der Basilika St-Urbain (Lage)                                                                                              | PM10003379    | Classé         | 1840 (?)  |                |
| Grabstein (5)                                                                          | Kalkstein, weißer Marmor, 14. Jahrhundert | in der Basilika St-Urbain (Lage)                                                                                              | PM10003381    | Classé         | 1840 (?)  |                |
| Grabstein für Marguerite la Caillate                                                   | Kalkstein, bezeichnet 1411 | in der Basilika St-Urbain (Lage)                                                                                              | PM10003382    | Classé         | 1840 (?)  |                |
| Zwei Leuchter (1)                                                                      | Holz, vergoldet, 17. Jahrhundert, von François Girardon | in der Kirche St-Jean (Lage)                                                                                                  | PM10002394    | Classé         | 1908      |                |
| Kirchenfenster (2)                                                                     | aus dem 16. Jahrhundert | in der Kirche St-Nicolas (Lage)                                                                                               | PM10002471    | Classé         | 1886      | weitere Bilder |
| Kirchenfenster (3)                                                                     | aus dem 16. und 17. Jahrhundert | in der Kirche St-Pantaléon (Lage)                                                                                             | PM10003000    | Classé         | 1862      | weitere Bilder |
| Grabstein für Gabriel Favereau                                                         | Kalkstein, bezeichnet 1576 | in der Kirche St-Nizier (Lage)                                                                                                | PM10002531    | Classé         | 1908      |                |
| Skulptur Heiliger Julianus                                                             | Kalkstein, farbig gefasst und vergoldet, 16. Jahrhundert | in der Kirche St-Nizier (Lage)                                                                                                | PM10002532    | Classé         | 1908      |                |
| Skulptur Evangelist Markus                                                             | Kalkstein, ehemals farbig gefasst und vergoldet, zweite Hälfte des 16. Jahrhunderts | in der Kirche St-Nizier (Lage)                                                                                                | PM10002533    | Classé         | 1908      |                |
| Gemälde Christi Geburt (1)                                                             | Ölfarbe auf Leinwand, 1693 von Louis Herluison | in der Kapelle des alten Bischofspalasts (Lage)                                                                               | PM10002562    | Classé         | 1964      |                |
| Kirchenfenster (4)                                                                     | aus dem 13. Jahrhundert | in der Basilika St-Urbain (Lage)                                                                                              | PM10002590    | Classé         | 1840 (?)  |                |
| Skulptur Heilige Sabna oder heilige Genoveva                                           | Stein, 16. Jahrhundert | in der Kirche St-Nicolas (Lage)                                                                                               | PM10002481    | Classé         | 1894      |                |
| Orgel (3)                                                                              | Haupteintrag für PM10003754 | in der Kirche Ste-Madeleine (Lage)                                                                                            | PM10004993    | Inscrit        | 1973      |                |
| Instrumentalteil der Orgel (3)                                                         | 1897 bis 1901 von Charles und Fréderic Rollin gebaut | in der Kirche Ste-Madeleine (Lage)                                                                                            | PM10003754    | Inscrit        | 1973      |                |
| Zwei Reliquiare (1)                                                                    | Eichenholz, vergoldet, 17. Jahrhundert | in der Kirche Ste-Madeleine (Lage)                                                                                            | PM10003760    | Inscrit        | 1974      |                |
| Orgel (4)                                                                              | Ensemble aus PM10003764 und PM10002407 | in der Kirche St-Jean (Lage)                                                                                                  | PM10004992    | Classé Inscrit | 1973      | weitere Bilder |
| Orgelprospekt (2)                                                                      | um 1804 gebaut | in der Kirche St-Jean (Lage)                                                                                                  | PM10003764    | Inscrit        | 1973      | weitere Bilder |
| Instrumentalteil der Orgel (4)                                                         | 1804 bis 1806 von René Cochu gebaut | in der Kirche St-Jean (Lage)                                                                                                  | PM10002407    | Classé         | 1973      |                |
| Gemälde Schweißtuch der Veronika                                                       | Ölfarbe auf Leinwand, undatiert; Verbleib unbekannt | in der Kirche St-Nicolas (Lage)                                                                                               | PM10003779    | Inscrit        | 1974      |                |
| Skulptur einer Heiligen mit Dornenkrone                                                | Kalkstein, 16. Jahrhundert | in der Kirche St-Nicolas (Lage)                                                                                               | PM10003782    | Inscrit        | 1974      |                |
| Altarkreuz (2)                                                                         | Metall, versilbert, 18. Jahrhundert | in der Kirche St-Nicolas (Lage)                                                                                               | PM10003784    | Inscrit        | 1974      |                |
| Skulptur Heiliger Nikolaus (3)                                                         | Kalkstein, 16. Jahrhundert; Verbleib unbekannt | in der Kirche St-Nicolas (Lage)                                                                                               | PM10003785    | Inscrit        | 1974      |                |
| Zwei Leuchterengel (1)                                                                 | Bronze, vergoldet, 18. Jahrhundert | in der Kirche St-Nicolas (Lage)                                                                                               | PM10003786    | Inscrit        | 1974      |                |
| Skulptur Heilige Pompea                                                                | Eichenholz, farbig gefasst und vergoldet, 16. Jahrhundert | in der Kirche St-Nicolas (Lage)                                                                                               | PM10003791    | Inscrit        | 1974      |                |
| Skulptur Petrus (1)                                                                    | Eichenholz, übertüncht und vergoldet, 16. Jahrhundert | in der Kirche St-Nicolas (Lage)                                                                                               | PM10003795    | Inscrit        | 1974      |                |
| Orgel (5)                                                                              | Haupteintrag für PM10002467 | in der Kirche St-Martin-ès-Vignes (Lage)                                                                                      | PM10004991    | Classé         | 1965      |                |
| Orgelprospekt und -empore                                                              | Prospekt im Kern von 1534, im 17. Jahrhundert, 1854 und 1878 ergänzt; Empore um 1704 | in der Kirche St-Martin-ès-Vignes (Lage)                                                                                      | PM10002467    | Classé         | 1965      |                |
| Abschrankung der Seitenkapellen                                                        | Schmiedeeisen, vergoldet, 19. Jahrhundert; mit drei Türen | in der Kirche St-Jean (Lage)                                                                                                  | PM10003772    | Inscrit        | 1973      |                |
| Zwei Leuchter (2)                                                                      | Metall, versilbert, 19. Jahrhundert; Verbleib unbekannt | in der Kirche St-Nicolas (Lage)                                                                                               | PM10003789    | Inscrit        | 1974      |                |
| Kelch und Patene (2)                                                                   | Silber, vergoldet, 18. Jahrhundert | in der Kathedrale St-Pierre-et-St-Paul (Kathedralschatz) (Lage)                                                               | PM10002314    | Classé         | 1894      |                |
| Bischofsring von Manassès II. de Pougy                                                 | Gold, Saphir, zweite Hälfte des 12. Jahrhunderts | in der Kathedrale St-Pierre-et-St-Paul (Kathedralschatz) (Lage)                                                               | PM10002304    | Classé         | 1894      |                |
| Bischofsring von Pierre II. d’Arcis                                                    | Kupfer, vergoldet, Smaragd, Ende des 14. Jahrhunderts | in der Kathedrale St-Pierre-et-St-Paul (Kathedralschatz) (Lage)                                                               | PM10002307    | Classé         | 1894      |                |
| Kelch des Kapitels (1)                                                                 | bezeichnet 1780 | in der Kathedrale St-Pierre-et-St-Paul (Kathedralschatz) (Lage)                                                               | PM10002345    | Classé         | 1958      |                |
| Abschrankung des Hauptaltars                                                           | Schmiedeeisen, vergoldet, 19. Jahrhundert (?); Schutzstatus unklar | in der Kathedrale St-Pierre-et-St-Paul (Lage)                                                                                 | PM10003429    | Classé         | 1862 (?)  |                |
| Gemälde Porträt von Jacques-Louis-David de Seguin des Hons                             | Ölfarbe auf Kupfer, 1844 | in der Kathedrale St-Pierre-et-St-Paul (Kapitelsaal) (Lage)                                                                   | PM10005220    | Inscrit        | 2013      |                |
| Gemälde Porträt von Emmanuel-Jules Ravinet                                             | Ölfarbe auf Leinwand, 19. Jahrhundert | in der Kathedrale St-Pierre-et-St-Paul (Sakristei) (Lage)                                                                     | PM10003840    | Inscrit        | 1981      |                |
| Gemälde Porträt von Jean Marie Mathias Debelay                                         | Ölfarbe auf Leinwand, vergoldeter Holzrahmen, 19. Jahrhundert | in der Kathedrale St-Pierre-et-St-Paul (Sakristei) (Lage)                                                                     | PM10003842    | Inscrit        | 1981      |                |
| Gemälde Porträt von Pierre-Louis Cœur                                                  | Pastellfarbe auf Papier, 1850 von Alexandre Jean Pierre Clausel | in der Kathedrale St-Pierre-et-St-Paul (Sakristei) (Lage)                                                                     | PM10003841    | Inscrit        | 1981      |                |
| Kelch (2)                                                                              | Silber, vergoldet, bezeichnet 1883, von Pierre-Henry Favier | in der Kathedrale St-Pierre-et-St-Paul (Kathedralschatz) (Lage)                                                               | PM10003853    | Inscrit        | 1995      |                |
| Reliquienschrein (1)                                                                   | Holz, Kupfer, 13. Jahrhundert | in der Kathedrale St-Pierre-et-St-Paul (Kathedralschatz) (Lage)                                                               | PM10003864    | Inscrit        | 1996      |                |
| Tablett mit zwei Messkännchen (2)                                                      | Silber, vergoldet, Glas, nach 1838 von Pierre-Henry Favier | in der Kathedrale St-Pierre-et-St-Paul (Sakristei) (Lage)                                                                     | PM10003889    | Inscrit        | 2001      |                |
| Mitra von Gustave-Adolphe de Pélacot                                                   | Stoff, Anfang des 20. Jahrhunderts | in der Kathedrale St-Pierre-et-St-Paul (Kathedralschatz) (Lage)                                                               | PM10003827    | Inscrit        | 2001      |                |
| Gemälde Porträt von Louis-Apolinaire de la Tour du Pin-Montauban                       | Ölfarbe auf Leinwand, 19. Jahrhundert | in der Kathedrale St-Pierre-et-St-Paul (Sakristei) (Lage)                                                                     | PM10003835    | Inscrit        | 1974      |                |
| Taufschale und Behälter für die heiligen Öle                                           | Silber,vergoldet, Anfang des 19. Jahrhunderts von Jean-Ange-Joseph Loque | in der Kathedrale St-Pierre-et-St-Paul (Kathedralschatz) (Lage)                                                               | PM10003857    | Inscrit        | 1995      |                |
| Kelch (3)                                                                              | Silber, vergoldet, Edelsteine, Email, Ende des 19. Jahrhunderts, von Demarquet Frères | in der Kathedrale St-Pierre-et-St-Paul (Sakristei) (Lage)                                                                     | PM10003848    | Inscrit        | 2001      |                |
| Kelch (4)                                                                              | Silber, vergoldet, bezeichnet 1851, von Marc-Auguste Lebrun | in der Kathedrale St-Pierre-et-St-Paul (Kathedralschatz) (Lage)                                                               | PM10003852    | Inscrit        | 1995      |                |
| Prozessionskreuz (2)                                                                   | Holz, Kupfer, 16. Jahrhundert | in der Kathedrale St-Pierre-et-St-Paul (Kathedralschatz) (Lage)                                                               | PM10003874    | Inscrit        | 1996      |                |
| Kelch und Patene (3)                                                                   | Silber, vergoldet, Email, 19. Jahrhundert, von Demarquet Frères | in der Kathedrale St-Pierre-et-St-Paul (Kathedralschatz) (Lage)                                                               | PM10003893    | Inscrit        | 1995      |                |
| Weihrauchschiffchen (1)                                                                | Silber, Anfang des 19. Jahrhunderts, von Jean-Ange-Joseph Loque | in der Kathedrale St-Pierre-et-St-Paul (Kathedralschatz) (Lage)                                                               | PM10003834    | Inscrit        | 2001      |                |
| Messgeschirr                                                                           | Kelch, Kanne, Messkännchen und Tablett; Silber, vergoldet, 19. Jahrhundert, von Placide Poussielgue-Rusand | in der Kathedrale St-Pierre-et-St-Paul (Kathedralschatz) (Lage)                                                               | PM10003838    | Inscrit        | 2001      |                |
| Mitra von Laurent Monnier                                                              | Stoff, Anfang des 20. Jahrhunderts | in der Kathedrale St-Pierre-et-St-Paul (Kathedralschatz) (Lage)                                                               | PM10003828    | Inscrit        | 2001      |                |
| Kelch und Patene (4)                                                                   | Silber, vergoldet, Email, Amethyst, bezeichnet 1912, von Pierre Roume de Joyet | in der Kathedrale St-Pierre-et-St-Paul (Sakristei) (Lage)                                                                     | PM10003849    | Inscrit        | 2001      |                |
| Pontifikale der Kathedrale von Troyes                                                  | gedruckt 1663 | in der Kathedrale St-Pierre-et-St-Paul (Kathedralschatz) (Lage)                                                               | PM10002362    | Classé         | 1958      |                |
| Skulptur Maria Magdalena unter dem Kreuz                                               | Kalkstein, 16. Jahrhundert | in der Kirche St-Nicolas (Lage)                                                                                               | PM10003793    | Inscrit        | 1974      |                |
| Pontifikale der Abtei St-Loup                                                          | illuminiertes Manuskript; Vellum, 12. Jahrhundert | in der Kathedrale St-Pierre-et-St-Paul (Kathedralschatz) (Lage)                                                               | PM10002321    | Classé         | 1894      |                |
| Gemälde Stifter                                                                        | Grisaillemalerei; Ölfarbe auf Holz, 16. Jahrhundert | in der Kirche St-Rémy (Lage)                                                                                                  | PM10003360    | Classé         | 1894      |                |
| Kruzifix (2)                                                                           | Bronze, 17. Jahrhundert, von François Girardon | in der Kirche St-Rémy (Lage)                                                                                                  | PM10002573    | Classé         | 1894      |                |
| Skulptur Heiliger Rochus (2)                                                           | Kalkstein, farbig gefasst, 16. Jahrhundert | in der Basilika St-Urbain (Lage)                                                                                              | PM10002601    | Classé         | 1908      |                |
| Weihrauchschiffchen (2)                                                                | Kupfer, vergoldet, Email, 13. Jahrhundert | in der Kathedrale St-Pierre-et-St-Paul (Kathedralschatz) (Lage)                                                               | PM10002292    | Classé         | 1894      |                |
| Kreuzreliquiar (1)                                                                     | Kupfer und Silber, vergoldet, 13. und 15. Jahrhundert | in der Kathedrale St-Pierre-et-St-Paul (Kathedralschatz) (Lage)                                                               | PM10002293    | Classé         | 1894      |                |
| Skulptur Madonna (1)                                                                   | Eichenholz, farbig gefasst, 15. Jahrhundert; Verbleib unbekannt | in der Kirche St-Nizier (Lage)                                                                                                | PM10002527    | Classé         | 1894      |                |
| Retabel der Jakobuskapelle                                                             | Kalkstein, 16. Jahrhundert; zugehörig PM10002556 | in der Kirche St-Pantaléon (Lage)                                                                                             | PM10002541    | Classé         | 1862      |                |
| Skulptur Madonna mit Kind (2)                                                          | Kalkstein, farbig gefasst und vergoldet, 16. Jahrhundert | in der Kirche St-Pantaléon (Lage)                                                                                             | PM10002556    | Classé         | 1908      |                |
| Skulptur Jesaja                                                                        | Kalkstein, drittes Viertel des 16. Jahrhunderts, von François Gentil | in der Kirche St-Nicolas (Lage)                                                                                               | PM10002488    | Classé         | 1908      |                |
| Gemälde Anbetung der Könige (2)                                                        | Ölfarbe auf Holz, 16. Jahrhundert | in der Kirche St-Rémy (Lage)                                                                                                  | PM10003362    | Classé         | 1894      |                |
| Kelch des Kapitels (2)                                                                 | Goldschmiedearbeit, 18. Jahrhundert | in der Kathedrale St-Pierre-et-St-Paul (Kathedralschatz) (Lage)                                                               | PM10002346    | Classé         | 1958      |                |
| Kreuzigungstriptychon                                                                  | Farbe auf Holz, 16. Jahrhundert | im Hôtel de Vauluisant (Lage)                                                                                                 | PM10002663    | Classé         | 1894      |                |
| Schrein der heiligen Cosmas und Damian                                                 | Kupfer, vergoldet und bemalt, 1520 | im Hôtel-Dieu (Lage) | PM10002641    | Classé         | 1894      | weitere Bilder |
| Skulpturengruppe Maria Magdalena und Johannes stützen die Gottesmutter                 | Kalkstein, zweite Hälfte des 16. Jahrhunderts | in der Kirche St-Pantaléon (Lage)                                                                                             | PM10003330    | Classé         | 1862      |                |
| Skulptur eines betenden Klerikers                                                      | Kalkstein, Anfang des 16. Jahrhunderts; ehemals am Nordportal | in der Kirche St-Jean (Lage)                                                                                                  | PM10002388    | Classé         | 1908      |                |
| Skulptur Madonna mit Kind (3)                                                          | Kalkstein, farbig gefasst, Anfang des 16. Jahrhunderts | in der Basilika St-Urbain (Lage)                                                                                              | PM10002596    | Classé         | 1894      |                |
| Skulptur Mater dolorosa (1)                                                            | Kalkstein, weiß gefasst, Ende des 16. Jahrhunderts; aus dem ehemaligen Franziskanerkloster | in der Basilika St-Urbain (Lage)                                                                                              | PM10002599    | Classé         | 1894      |                |
| Kelchlöffel (?)                                                                        | Gold, undatiert; Verbleib unbekannt | im Hôtel-Dieu (Lage) | PM10002647    | Classé         | 1957      |                |
| Sieben Zelebrantenbänke                                                                | Eichenholz, roter Stoff, 18. Jahrhundert; drei Bänke eventuell moderne Nachbauten | in der Kathedrale St-Pierre-et-St-Paul (Lage)                                                                                 | PM10002269    | Classé         | 1974      |                |
| Gemält Petrus weinte bitterlich                                                        | Ölfarbe auf Holz, bezeichnet 1512 | in der Kirche Ste-Madeleine (Lage)                                                                                            | PM10002424    | Classé         | 1908      |                |
| Skulptur Heiliger Fidolus                                                              | Kalkstein, 16. Jahrhundert | in der Kirche St-Nicolas (Lage)                                                                                               | PM10003320    | Classé         | 1908      |                |
| Gemälde Enthauptung des Täufers (2)                                                    | Ölfarbe auf Holz, 16. Jahrhundert; im Musée Saint-Loup deponiert | im Hôtel-Dieu (Lage) | PM10002658    | Classé         | 1909      |                |
| Altarflügel Einzug Jesu in Jerusalem (1)                                               | Ölfarbe auf Holz, bezeichnet 1542; Verso: Geburt Mariens (Grisaillemalerei); siehe auch PM10002255 | in der Kathedrale St-Pierre-et-St-Paul (Lage)                                                                                 | PM10003286    | Classé         | 1894      |                |
| Abschrankung der Marienkapelle                                                         | Schmiedeeisen, vergoldet, 1850/51; nach eine Entwurf von Eugène Viollet-le-Duc | in der Kathedrale St-Pierre-et-St-Paul (Lage)                                                                                 | PM10002671    | Classé         | 1982      |                |
| Skulptur Heilige Maria Magdalene                                                       | Kalkstein, 16. Jahrhundert | in der Kirche St-Pantaléon (Lage)                                                                                             | PM10002543    | Classé         | 1862      |                |
| Skulptur Heiliger Philippus                                                            | Kalkstein, 16. Jahrhundert | in der Kirche St-Pantaléon (Lage)                                                                                             | PM10003341    | Classé         | 1908      |                |
| Skulpturengruppe Unterweisung Mariens (1)                                              | Kalkstein, 16. Jahrhundert | in der Kirche St-Pantaléon (Lage)                                                                                             | PM10002546    | Classé         | 1862      |                |
| Skulptur Heiliger Robert                                                               | Eichenholz, farbig gefasst, um 1500 | in der Kirche Ste-Madeleine (Lage)                                                                                            | PM10002421    | Classé         | 1894      |                |
| Prozessionsfahne Heiliger Pantaleon                                                    | Seide, bestickt, 18. oder frühes 19. Jahrhundert, Entwurf eventuell von Jacques Carrey | in der Kirche St-Pantaléon (Lage)                                                                                             | PM10003020    | Classé         | 2001      |                |
| Zwei Leuchterengel (2)                                                                 | Bronze, 17. Jahrhundert | in der Kathedrale St-Pierre-et-St-Paul (Lage)                                                                                 | PM10002588    | Classé         | 1974      |                |
| Skulptur Madonna mit Kind (4)                                                          | Eichenholz, 16. Jahrhundert; Verbleib unbekannt | im Pfarrhaus 5 rue Charbonnet (Lage)                                                                                          | PM10002620    | Classé         | 1975      |                |
| Gemälde Porträt von Denis-François Bouthillier de Chavigny                             | Ölfarbe auf Leinwand, vergoldeter Holzrahmen, 18. Jahrhundert | in der Kathedrale St-Pierre-et-St-Paul (Sakristei) (Lage)                                                                     | PM10002282    | Classé         | 1978      |                |
| Relief Szenen aus dem Leben des heiligen Joachim                                       | Alabaster, vergoldet, 16. Jahrhundert | in der Kirche St-Nicolas (Lage)                                                                                               | PM10002480    | Classé         | 1971      |                |
| Skulptur Christus stürzt unter dem Kreuz (2)                                           | Kalkstein, farbig gefasst, 16. Jahrhundert; François Gentil zugeschrieben | in der Kirche St-Nicolas (Lage)                                                                                               | PM10002489    | Classé         | 1908      |                |
| Fünf Pyxiden                                                                           | Metall, Email, 13. Jahrhundert | in der Kathedrale St-Pierre-et-St-Paul (Kathedralschatz) (Lage)                                                               | PM10002291    | Classé         | 1894      |                |
| Lettner                                                                                | Kalkstein, farbig gefasst, 16. Jahrhundert; Jean Gailde zugeschrieben; zugehörig PM10002425 und PM10002453 | in der Kirche Ste-Madeleine (Lage)                                                                                            | PM10002419    | Classé         | 1840      | weitere Bilder |
| Relief Ohnmacht Mariens                                                                | Holz, farbig gefasst und vergoldet, Anfang des 16. Jahrhunderts | in der Kirche Ste-Madeleine (Lage)                                                                                            | PM10002425    | Classé         | 1908      |                |
| Skulptur Heiliger Fiacrius                                                             | Kalkstein, 16. Jahrhundert | in der Kirche Ste-Madeleine (Lage)                                                                                            | PM10002453    | Classé         | 1972      |                |
| Skulptur Heiliger Nikolaus (4)                                                         | Kalkstein, 16. Jahrhundert | in der Kirche St-Nicolas (Lage)                                                                                               | PM10003326    | Classé         | 1908      |                |
| Skulptur Wache am Heiligen Grab                                                        | Kalkstein, 16. Jahrhundert | in der Kirche St-Nicolas (Lage)                                                                                               | PM10002500    | Classé         | 1971      |                |
| Gemälde Christus und Kaiphas                                                           | Ölfarbe auf Holz, 16. Jahrhundert | in der Kirche St-Nicolas (Lage)                                                                                               | PM10002499    | Classé         | 1971      |                |
| Gemälde Grablegung (2)                                                                 | Ölfarbe auf Holz, 16. Jahrhundert; im Musée Saint-Loup deponiert | im Hôtel-Dieu (Lage) | PM10002657    | Classé         | 1909      |                |
| Skulptur Madonna mit Kind (5)                                                          | mit Stifterfigur; Stein, farbig gefasst, um 1510 | im Hôtel-Dieu (Lage) | PM10002652    | Classé         | 1960      | weitere Bilder |
| Gemälde Christus bei Martha und Maria (1)                                              | Ölfarbe auf Leinwand, 17. Jahrhundert, von Jacques de Létin | in der Kirche St-Rémy (Lage)                                                                                                  | PM10002586    | Classé         | 1908      |                |
| Relief Kreuztragung (2)                                                                | Alabaster, farbig gefasst und vergoldet, vergoldeter Holzrahmen, 16. Jahrhundert | in der Basilika St-Urbain (Lage)                                                                                              | PM10003393    | Classé         | 1960      |                |
| Skulptur Heilige Barbara (3)                                                           | Kalkstein, ehemals farbig gefasst, 16. Jahrhundert | in der Kirche St-Pantaléon (Lage)                                                                                             | PM10002547    | Classé         | 1862      | weitere Bilder |
| Gemälde Moses und die Töchter Jitros                                                   | Ölfarbe auf Leinwand, 17. Jahrhundert | in der Kirche St-Pantaléon (Lage)                                                                                             | PM10002565    | Classé         | 1975      |                |
| Vier Zierplättchen mit Darstellung der Evangelisten                                    | Email auf Metall, 12. Jahrhundert (in den Bildecken) | in der Kathedrale St-Pierre-et-St-Paul (Kathedralschatz) (Lage)                                                               | PM10002330    | Classé         | 1894      |                |
| Skulpturengruppe Fünf Heilige (1)                                                      | mit Stifterfigur; Kalkstein, farbig gefasst, erste Hälfte des 16. Jahrhunderts | in der Kirche St-Nicolas (Lage)                                                                                               | PM10002485    | Classé         | 1908      |                |
| Skulptur Maria Magdalena (1)                                                           | Kalkstein, ehemals farbig gefasst, zweite Hälfte des 16. Jahrhunderts | in der Kirche St-Nicolas (Lage)                                                                                               | PM10002513    | Classé         | 1971      |                |
| Skulpturengruppe Kreuzabnahme                                                          | Eichenholz, farbig gefasst und vergoldet, 16. Jahrhundert | in der Kirche St-Nicolas (Lage)                                                                                               | PM10002504    | Classé         | 1971      |                |
| Skulptur Unsre Liebe Frau von Loreto                                                   | Kalkstein, farbig gefasst, bezeichnet 1528, von Christophe Molu | in der Kirche St-Nicolas (Lage)                                                                                               | PM10002511    | Classé         | 1971      |                |
| Heiliges Grab                                                                          | Kalkstein, 16. Jahrhundert | in der Kirche St-Nicolas (Lage)                                                                                               | PM10002474    | Classé         | 1886      |                |
| Skulpturengruppe Heiliger Joseph mit Jesusknaben (1)                                   | Eichenholz, farbig gefasst und vergoldet, 17. Jahrhundert | in der Kirche St-Nicolas (Lage)                                                                                               | PM10002516    | Classé         | 1971      |                |
| 268 Arzneigefäße                                                                       | Fayence, 18. Jahrhundert | im Hôtel-Dieu (Lage) | PM10002646    | Classé         | 1894      |                |
| Skulptur Heiliger Benedikt (1)                                                         | Kalkstein, 16. Jahrhundert; Verbleib unbekannt | in der Kirche St-Nicolas (Lage)                                                                                               | PM10002492    | Classé         | 1908      |                |
| Relief Passion Christi                                                                 | Kalkstein, farbig gefast und vergoldet, 16. Jahrhundert | in der Basilika St-Urbain (Lage)                                                                                              | PM10002594    | Classé         | 1840 (?)  |                |
| Ziborium (1)                                                                           | Kupfer, 14. Jahrhundert | in der Kathedrale St-Pierre-et-St-Paul (Kathedralschatz) (Lage)                                                               | PM10002348    | Classé         | 1958      |                |
| Gemälde Porträt von Jacques Bénigne Bossuet                                            | Ölfarbe auf Leinwand, 18. Jahrhundert | in der Kathedrale St-Pierre-et-St-Paul (Sakristei) (Lage)                                                                     | PM10002283    | Classé         | 1978      |                |
| Almosenbeutel Heinrichs I.                                                             | Seide, bestickt, 14. Jahrhundert | in der Kathedrale St-Pierre-et-St-Paul (Kathedralschatz) (Lage)                                                               | PM10002300    | Classé         | 1894      |                |
| Adlerpult                                                                              | Eichenholz, farbig gefasst und vergoldet, Marmor, Schmiedeeisen, 18. Jahrhundert | in der Kathedrale St-Pierre-et-St-Paul (Pius-und-Appolinarius-Kapelle) (Lage)                                                 | PM10002267    | Classé         | 1971      |                |
| Gemälde Maria und Johannes Evangelist                                                  | Ölfarbe auf Leinwand, 17. Jahrhundert, von Jacques de Létin | im Bischofssitz (Lage) | PM10002636    | Classé         | 1976      |                |
| Skulpturengruppe Christus stürzt unter dem Kreuz                                       | Eichenholz, braun getüncht, 16. Jahrhundert | in der Kirche St-Nicolas (Lage)                                                                                               | PM10002520    | Classé         | 1971      |                |
| Skulptur Madonna mit Kind (6)                                                          | Kalkstein, Farbfassung weiß übertüncht, 14. Jahrhundert | in der Kathedrale St-Pierre-et-St-Paul (Lage)                                                                                 | PM10002257    | Classé         | 1894      |                |
| Chorgestühl (1)                                                                        | Eichenholz, 18. Jahrhundert, von Jean-François Béchamp; aus dem Kloster Clairvaux, seit 1797 in der Kathedrale | in der Kathedrale St-Pierre-et-St-Paul (Lage)                                                                                 | PM10002252    | Classé         | 1862      |                |
| Truhenbank                                                                             | Eichenholz, zweite Hälfte des 18. Jahrhunderts | in der Kathedrale St-Pierre-et-St-Paul (Kathedralschatz) (Lage)                                                               | PM10002367    | Classé         | 1971      |                |
| Relief Darstellung Mariens im Tempel                                                   | Kalkstein, farbig gefasst und vergoldet, 16. Jahrhundert | in der Kirche St-Nicolas (Lage)                                                                                               | PM10002518    | Classé         | 1971      |                |
| Zelebrantenstuhl und fünf Hocker                                                       | Holz, weiß lackiert, roter Stoff, zweite Hälfte des 18. Jahrhunderts | in der Kathedrale St-Pierre-et-St-Paul (Taufkapelle) (Lage)                                                                   | PM10002268    | Classé         | 1974      |                |
| Tabernakel des Hauptaltars                                                             | Eichenholz, vergoldet, Anfang des 19. Jahrhunderts | in der Kirche Ste-Madeleine (Lage)                                                                                            | PM10003311    | Classé         | 1972      |                |
| Zwei Kantorenhocker                                                                    | Eichenholz, 18. Jahrhundert (im Bild links) | in der Kirche Ste-Madeleine (Lage)                                                                                            | PM10002440    | Classé         | 1972      |                |
| Zelebrantenstuhl und zwei Hocker (1)                                                   | Eichenholz, 18. Jahrhundert (im Bild rechts) | in der Kirche Ste-Madeleine (Lage)                                                                                            | PM10002445    | Classé         | 1972      |                |
| Truhe aus Konstantinopel                                                               | Elfenbein, Silber, 11. Jahrhundert | in der Kathedrale St-Pierre-et-St-Paul (Kathedralschatz) (Lage)                                                               | PM10002297    | Classé         | 1894      | weitere Bilder |
| Reliquienschrein des heiligen Bernhards                                                | Metall, Email, ab dem 12. Jahrhundert; aus dem Kloster in Nesle-la-Reposte | in der Kathedrale St-Pierre-et-St-Paul (Kathedralschatz) (Lage)                                                               | PM10002289    | Classé         | 1894      |                |
| Gemälde Weihe des heiligen Nikolaus                                                    | Ölfarbe auf Leinwand, 17. Jahrhundert, Jacques de Létin zugeschrieben | in der Kirche St-Nicolas (Lage)                                                                                               | PM10002497    | Classé         | 1908      |                |
| Drei Gemälde: Mariä Heimsuchung, Darstellung des Herrn und Mariä Verkündigung          | Ölfarbe auf Leinwand, 18. Jahrhundert, von Pierre Cossard; vermutlich in der Kapelle des alten Bischofspalast deponiert | in der Kirche St-Nizier (Lage)                                                                                                | PM10002537    | Classé         | 1908      |                |
| Gemälde Moses im Weidenkorb wird gerettet                                              | Ölfarbe auf Leinwand, 17. Jahrhundert | in der Kirche St-Pantaléon (Lage)                                                                                             | PM10002571    | Classé         | 1975      |                |
| Gemälde Christus bei Martha und Maria (2)                                              | Ölfarbe auf Leinwand, Anfang des 17. Jahrhunderts; nach Jacopo Bassano | in der Kirche St-Pantaléon (Lage)                                                                                             | PM10002567    | Classé         | 1975      |                |
| Skulptur Allegorie der Stärke                                                          | Eichenholz, 17. Jahrhundert | in der Basilika St-Urbain (Lage)                                                                                              | PM10002621    | Classé         | 1975      |                |
| Gemälde Unterweisung Mariens                                                           | Ölfarbe auf Leinwand, 18. Jahrhundert; nach Peter Paul Rubens | in der Basilika St-Urbain (Lage)                                                                                              | PM10002630    | Classé         | 1975      |                |
| Relief Urteil des Salomo                                                               | Alabaster, farbig gefasst und vergoldet, vergoldeter Holzrahmen, 16. Jahrhundert | in der Basilika St-Urbain (Lage)                                                                                              | PM10002618    | Classé         | 1960      |                |
| Gemälde Martyrium der heiligen Ursula                                                  | Ölfarbe auf Leinwand, vergoldeter Holzrahmen, 18. Jahrhundert | in der Kirche St-Pantaléon (Lage)                                                                                             | PM10002564    | Classé         | 1908      |                |
| Gemälde Anbetung der Könige                                                            | Ölfarbe auf Holz, vor 1550, von Pieter Coecke van Aelst; im Musée Saint-Loup deponiert | im Hôtel-Dieu (Lage) | PM10002654    | Classé         | 1894      | weitere Bilder |
| Reliefs: Zwei Szenen aus dem Marienleben und sieben Szenen aus dem Leben des Täufers   | Stein, 15. Jahrhundert | im Hôtel de Vauluisant (Lage)                                                                                                 | PM10002665    | Classé         | 1909      |                |
| Gemälde Der Evangelist Lukas malt die Gottesmutter                                     | Ölfarbe auf Holz, Ende des 15. Jahrhunderts | im Hôtel-Dieu (Kapelle) (Lage)                                                                                                | PM10002656    | Classé         | 1909      |                |
| Triptychon Legende vom Heiligen Haus                                                   | Ölfarbe auf Holz, im Musée Saint-Loup deponiert | im Hôtel-Dieu (Lage) | PM10002653    | Classé         | 1894      |                |
| Buntglasfenster (2)                                                                    | aus dem 16. Jahrhundert; im 19. Jahrhundert neu gefasst | im Musée Saint-Loup (Saal der Société Académique de l’Aube) (Lage)                                                            | PM10002682    | Classé         | 1988      |                |
| Zwei Hocker                                                                            | Holz, lackiert und vergoldet, blauer Stoff, 19. Jahrhundert | in der Kirche St-Jean (Lage)                                                                                                  | PM10003767    | Inscrit        | 1973      |                |
| Gemälde Mariä Verkündigung (4)                                                         | Ölfarbe auf Leinwand, 17. Jahrhundert; nach Jacques de Létin | in der Kirche St-Nicolas (Lage)                                                                                               | PM10003780    | Inscrit        | 1974      |                |
| Skulptur Madonna (2)                                                                   | Eichenholz, 16. Jahrhundert | in der Kirche St-Nizier (Lage)                                                                                                | PM10003796    | Inscrit        | 1992      |                |
| Skulptur Heiliger Frodobert                                                            | Kalkstein, 16. Jahrhundert | in der Kirche St-Rémy (Lage)                                                                                                  | PM10003797    | Inscrit        | 1984      |                |
| Hauptaltar (1)                                                                         | Altartisch und Tabernakel; Eichenholz, farbig gefasst und vergoldet, 1901; teilweise demontiert, die 15 zugehörigen Skulpturen 1969 zerstört                                                                                        | in der Basilika St-Urbain (Lage)                                                                                              | PM10003802    | Inscrit        | 1974      |                |
| Pietà (1)                                                                              | Eichenholz, 16. Jahrhundert | in der Basilika St-Urbain (Lage)                                                                                              | PM10003803    | Inscrit        | 1973      |                |
| Gemälde Erschaffung Evas                                                               | Grisaillemalerei; Ölfarbe auf Holz, 16. Jahrhundert | in der Kirche St-Rémy (Lage)                                                                                                  | PM10003352    | Classé         | 1894      |                |
| Gemälde Mariä Heimsuchung (1)                                                          | Grisaillemalerei; Ölfarbe auf Holz, 16. Jahrhundert | in der Kirche St-Rémy (Lage)                                                                                                  | PM10003353    | Classé         | 1894      |                |
| Grabstein für Pierre de Droup                                                          | Kalkstein, 15. Jahrhundert | in der Basilika St-Urbain (Lage)                                                                                              | PM10003369    | Classé         | 1840 (?)  |                |
| Grabstein (6)                                                                          | Kalkstein, 15. Jahrhundert | in der Basilika St-Urbain (Lage)                                                                                              | PM10003384    | Classé         | 1840 (?)  |                |
| Skulptur Madonna mit Kind (7)                                                          | Holz, vergoldet, 18. Jahrhundert; im Pfarrhaus deponiert | in der Kirche Ste-Madeleine (Lage)                                                                                            | PM10003756    | Inscrit        | 1974      |                |
| Gemälde Kreuzabnahme (1)                                                               | Ölfarbe auf Leinwand, 18. Jahrhundert; nach Daniele da Volterra | in der Kirche Ste-Madeleine (Lage)                                                                                            | PM10003757    | Inscrit        | 1974      |                |
| Zwei Reliquiare (2)                                                                    | Eichenholz, farbig gefasst und vergoldet, 18. Jahrhundert | in der Kirche Ste-Madeleine (Lage)                                                                                            | PM10003761    | Inscrit        | 1974      |                |
| Gemälde Maria und Elisabeth mit dem Jesus- und dem Johannesknaben (1)                  | Ölfarbe auf Leinwand, 17. Jahrhundert | in der Kirche Ste-Madeleine (Lage)                                                                                            | PM10003762    | Inscrit        | 1975      |                |
| Kanzel (2)                                                                             | beweglich; Eichenholz, 16. oder 19. Jahrhundert | in der Kirche St-Jean (Lage)                                                                                                  | PM10003765    | Inscrit        | 1973      |                |
| Weihwasserbecken (2)                                                                   | Kalkstein, 17. Jahrhundert | in der Kirche St-Jean (Lage)                                                                                                  | PM10003773    | Inscrit        | 1973      |                |
| Skulptur Allegorie des Glaubens                                                        | Kalkstein, 1649, Domenico del Barbieri zugeschrieben (im Bild links) | in der Kirche St-Pantaléon (Lage)                                                                                             | PM10002553    | Classé         | 1862      |                |
| Kaminschirm                                                                            | Tapisserie, 17. Jahrhundert | im Hôtel-Dieu (Lage) | PM10002648    | Classé         | 1958      |                |
| Gemälde Der heilige Pantaleon heilt einen Blinden                                      | Ölfarbe auf Leinwand, 1720 von Jacques Carrey | in der Kapelle des alten Bischofspalasts (Lage)                                                                               | PM10003299    | Classé         | 1908      |                |
| Gemälde Der heilige Pantaleon in der Löwengrube                                        | Ölfarbe auf Leinwand, 1720 von Jacques Carrey | in der Kapelle des alten Bischofspalasts (Lage)                                                                               | PM10003303    | Classé         | 1908      |                |
| Skulptur Ecce homo (1)                                                                 | Kalkstein, farbig gefasst, 16. Jahrhundert | in der Kirche St-Martin-ès-Vignes (Lage)                                                                                      | PM10003313    | Classé         | 1908      |                |
| Skulptur Heiliger Eligius                                                              | Kalkstein, farbig gefasst, 16. Jahrhundert | in der Kirche St-Martin-ès-Vignes (Lage)                                                                                      | PM10003317    | Classé         | 1908      |                |
| Pietà (2)                                                                              | Kalkstein, 16. Jahrhundert | in der Kirche St-Jean (Lage)                                                                                                  | PM10002390    | Classé         | 1908      |                |
| Kirchenfenster (5)                                                                     | aus dem 16. Jahrhundert | in der Kirche Ste-Madeleine (Lage)                                                                                            | PM10002418    | Classé         | 1840      |                |
| Skulptur Christus in der Rast (3)                                                      | Kalkstein, übertüncht, 16. Jahrhundert | in der Kirche St-Martin-ès-Vigne (Lage)                                                                                       | PM10002461    | Classé         | 1908      |                |
| Reiterskulptur Heiliger Mauritius                                                      | Kalkstein, farbig gefasst, 16. Jahrhundert | in der Kirche St-Martin-ès-Vignes (Lage)                                                                                      | PM10002464    | Classé         | 1908      |                |
| Kelch des Kapitels (3)                                                                 | Goldschmiedearbeit, 17. Jahrhundert | in der Kathedrale St-Pierre-et-St-Paul (Kathedralschatz) (Lage)                                                               | PM10002342    | Classé         | 1958      |                |
| Prozessionskreuz (3)                                                                   | Silber, vergoldet, 18. Jahrhundert | in der Kathedrale St-Pierre-et-St-Paul (Kathedralschatz) (Lage)                                                               | PM10002323    | Classé         | 1894      |                |
| Kelch und Patene von Pierre d’Arcis                                                    | Blei, 12. Jahrhundert | in der Kathedrale St-Pierre-et-St-Paul (Kathedralschatz) (Lage)                                                               | PM10002340    | Classé         | 1958      |                |
| Kelch und Patene (5)                                                                   | Goldschmiedearbeit, bezeichnet 1654 | in der Kathedrale St-Pierre-et-St-Paul (Kathedralschatz) (Lage)                                                               | PM10002341    | Classé         | 1958      |                |
| Kelch und Ziborium                                                                     | Glas, Ende des 18. Jahrhunderts | in der Kathedrale St-Pierre-et-St-Paul (Kathedralschatz) (Lage)                                                               | PM10002347    | Classé         | 1958      |                |
| Reliquienmonstranz (1)                                                                 | Silber, vergoldet, 17. Jahrhundert | in der Kathedrale St-Pierre-et-St-Paul (Kathedralschatz) (Lage)                                                               | PM10002349    | Classé         | 1958      |                |
| Bischofsring des Bischofs Hervé                                                        | Gold, Saphir, Anfang des 13. Jahrhunderts | in der Kathedrale St-Pierre-et-St-Paul (Kathedralschatz) (Lage)                                                               | PM10002305    | Classé         | 1894      |                |
| Drei Abtsringe                                                                         | Gold, Silber, vergoldet, Kupfer, 17. Jahrhundert | in der Kathedrale St-Pierre-et-St-Paul (Kathedralschatz) (Lage)                                                               | PM10002310    | Classé         | 1894      |                |
| Säulenschaft                                                                           | von einem Schrein; Metall, Email, 12. Jahrhundert | in der Kathedrale St-Pierre-et-St-Paul (Kathedralschatz) (Lage)                                                               | PM10003297    | Classé         | 1894      |                |
| Dornenkronenreliquiar                                                                  | Kupfer, vergoldet, 19. Jahrhundert | in der Kathedrale St-Pierre-et-St-Paul (Kathedralschatz) (Lage)                                                               | PM10003844    | Inscrit        | 1974      |                |
| Kelch (5)                                                                              | Silber, vergoldet, erste Hälfte des 19. Jahrhunderts, von Antoine-Louis-Joseph Loque | in der Kathedrale St-Pierre-et-St-Paul (Kathedralschatz) (Lage)                                                               | PM10003851    | Inscrit        | 1995      |                |
| Zwei Fragmente einer Textilie (2)                                                      | Brokatellweberei; Seide, 15. Jahrhundert | in der Kathedrale St-Pierre-et-St-Paul (Kathedralschatz) (Lage)                                                               | PM10003826    | Inscrit        | 2001      |                |
| Kelch und Patene (6)                                                                   | Silber, undatiert | in der Kathedrale St-Pierre-et-St-Paul (Kathedralschatz) (Lage)                                                               | PM10003845    | Inscrit        | 2001      |                |
| Reliquienmonstranz (2)                                                                 | Silber, gemarkt 1768 | in der Kathedrale St-Pierre-et-St-Paul (Kathedralschatz) (Lage)                                                               | PM10003867    | Inscrit        | 1996      |                |
| Schweißtuch des heiligen Melanius                                                      | Stoff, 15. Jahrhundert | in der Kathedrale St-Pierre-et-St-Paul (Kathedralschatz) (Lage)                                                               | PM10003831    | Inscrit        | 2001      |                |
| Reisekessel                                                                            | Silber, 1779 von Jean-Louis-Dieudonné Outrebon | in der Kathedrale St-Pierre-et-St-Paul (Kathedralschatz) (Lage)                                                               | PM10003868    | Inscrit        | 1995      |                |
| Lupusreliquiar                                                                         | Bronze, Email, 19. Jahrhundert | in der Kathedrale St-Pierre-et-St-Paul (Kathedralschatz) (Lage)                                                               | PM10003880    | Inscrit        | 1995      |                |
| Skulptur Heiliger Lupus                                                                | Bronze, 18. Jahrhundert | in der Kathedrale St-Pierre-et-St-Paul (Kathedralschatz) (Lage)                                                               | PM10003879    | Inscrit        | 1995      |                |
| Bischofsring von Joseph-Charles Lefèbvre                                               | Gold, Amethyst, erste Hälfte des 20. Jahrhunderts | in der Kathedrale St-Pierre-et-St-Paul (Kathedralschatz) (Lage)                                                               | PM10003892    | Inscrit        | 1995      |                |
| Gemälde Porträt von René de Breslay (2)                                                | Ölfarbe auf Leinwand, 17. Jahrhundert | in der Kathedrale St-Pierre-et-St-Paul (Kathedralschatz) (Lage)                                                               | PM10003899    | Inscrit        | 1977      |                |
| Gebetbuch                                                                              | illuminierter Druck auf Pergament, 1518 | in der Kathedrale St-Pierre-et-St-Paul (Kathedralschatz) (Lage)                                                               | PM10003866    | Inscrit        | 1996      |                |
| Stundenbuch (2)                                                                        | Druck auf Papier, um 1500 | in der Kathedrale St-Pierre-et-St-Paul (Kathedralschatz) (Lage)                                                               | PM10003863    | Inscrit        | 1996      |                |
| Stundenbuch (3)                                                                        | Druck auf Papier, um 1500 | in der Kathedrale St-Pierre-et-St-Paul (Kathedralschatz) (Lage)                                                               | PM10003862    | Inscrit        | 1996      |                |
| Stundenbuch Petit livre d’Heures à l’usage de Troyes                                   | Druck auf Papier; Verlag François Trumeau, Troyes 1574 | in der Kathedrale St-Pierre-et-St-Paul (Kathedralschatz) (Lage)                                                               | PM10003883    | Inscrit        | 1996      |                |
| Skulpturengruppe Heiliger Joseph mit Jesusknaben (2)                                   | Kalkstein, ehemals farbig gefasst, zweite Hälfte des 16. Jahrhunderts | in der Kirche St-Nizier (Lage)                                                                                                | PM10002530    | Classé         | 1908      |                |
| Relief Der heilige Hieronymus in der Wüste                                             | Eichenholz, farbig gefasst und vergoldet, 16. Jahrhundert; Verbleib unbekannt, vermutlich 1940 zerstört | in der Kathedrale St-Pierre-et-St-Paul (Kathedralschatz) (Lage)                                                               | PM10002377    | Classé         | 1894      |                |
| Grabstein (7)                                                                          | Kalkstein oder Marmor, 15. Jahrhundert | in der Basilika St-Urbain (Lage)                                                                                              | PM10002592    | Classé         | 1840 (?)  |                |
| Reliquienbüste des heiligen Florentinus                                                | Eichenholz, farbig gefasst und vergoldet, Glas, 17. Jahrhundert | im Hôtel-Dieu (Lage) | PM10002644    | Classé         | 1894      | weitere Bilder |
| Relief Christi Geburt                                                                  | Kalkstein, farbig gefasst und vergoldet, 15. oder 16. Jahrhundert | in der Basilika St-Urbain (Lage)                                                                                              | PM10002598    | Classé         | 1894      |                |
| Taufbecken (1)                                                                         | Kalkstein, farbig gefasst, 15. Jahrhundert | in der Basilika St-Urbain (Lage)                                                                                              | PM10002593    | Classé         | 1840 (?)  | weitere Bilder |
| Gemälde Der heilige Franz von Sales im Gebet                                           | Ölfarbe auf Leinwand, 1660; Verbleib unbekannt, eventuell identisch mit PM10002405 | in der Kirche St-Jean (Lage)                                                                                                  | PM10002401    | Classé         | 1966      |                |
| Gemälde Christus und die Samariterin                                                   | Ölfarbe auf Leinwand, 17. Jahrhundert; 1971 gestohlen | in der Kirche Ste-Madeleine (Lage)                                                                                            | PM10003310    | Classé         | 1908      |                |
| Kollektenteller Madonna mit Kind                                                       | Kupfer, 16. Jahrhundert; Verbleib unbekannt | in der Kirche Ste-Madeleine (Lage)                                                                                            | PM10002447    | Classé         | 1972      |                |
| Gemälde Heiliger Augustinus                                                            | Ölfarbe auf Leinwand, 1660 | in der Kirche St-Jean (Lage)                                                                                                  | PM10002400    | Classé         | 1966      |                |
| Skulpturengruppe Heiliger Joseph mit Jesusknaben (3)                                   | Kalkstein, farbig gefasst, Ende des 16. Jahrhunderts | in der Basilika St-Urbain (Lage)                                                                                              | PM10002629    | Classé         | 1975      |                |
| Gemälde Madonna mit Kind (1)                                                           | Ölfarbe auf Leinwand, um 1800, nach Philippe de Champaigne; im Musée Saint-Loup deponiert, dort nicht auffindbar | in der Kirche St-Jean (Lage)                                                                                                  | PM10002406    | Classé         | 1966      |                |
| Skulptur Verkündigungsengel                                                            | Kalkstein, übertüncht, Anfang des 16. Jahrhunderts | in der Kirche St-Martin-ès-Vignes (Lage)                                                                                      | PM10002460    | Classé         | 1903      |                |
| Epitaph mit dem Testament François Girardons                                           | weißer Marmor, 1691 von François Girardon | in der Kirche St-Rémy (Lage)                                                                                                  | PM10002575    | Classé         | 1894      |                |
| Triptychon Geburt Mariens                                                              | Ölfarbe auf Holz, Anfang des 16. Jahrhunderts | im Hôtel de Vauluisant (Lage)                                                                                                 | PM10002662    | Classé         | 1894      |                |
| Skulpturengruppe Taufe des heiligen Augustinus                                         | Kalkstein, farbig gefasst und vergoldet, 1549 oder 1565, von Domenico del Barbieri oder François Gentil | in der Kathedrale St-Pierre-et-St-Paul (Taufkapelle) (Lage)                                                                   | PM10002251    | Classé         | 1862      | weitere Bilder |
| Weihrauchfass (1)                                                                      | Bronze, 14. Jahrhundert | in der Kathedrale St-Pierre-et-St-Paul (Kathedralschatz) (Lage)                                                               | PM10002352    | Classé         | 1958      |                |
| Gemälde Erscheinung des heiligen Nicetius                                              | Ölfarbe auf Leinwand, Holzrahmen, zwischen 1769 und 1772 | in der Kirche St-Nizier (Lage)                                                                                                | PM10004967    | Classé         | 2008      |                |
| Skulptur Heilige Anna                                                                  | Kalkstein, erste Hälfte des 16. Jahrhunderts; Verbleib unbekannt | in der Kirche St-Nicolas (Lage)                                                                                               | PM10002483    | Classé         | 1908      |                |
| Gemälde Auferstehung Christi                                                           | Ölfarbe auf Leinwand, 18. Jahrhundert, von Pierre Cossard | in der Kirche St-Martin-ès-Vignes (Lage)                                                                                      | PM10002466    | Classé         | 1908      |                |
| Skulptur Madonna (3)                                                                   | Kalkstein, 16. Jahrhundert | in der Kirche St-Nicolas (Lage)                                                                                               | PM10003327    | Classé         | 1908      |                |
| Skulptur Engelchen                                                                     | Kalkstein, 16. Jahrhundert; Verbleib unbekannt | in der Kirche St-Jean (Lage)                                                                                                  | PM10002414    | Classé         | 1975      |                |
| Paxtafel (3)                                                                           | Kupfer, Email, bezeichnet 1551 | in der Kathedrale St-Pierre-et-St-Paul (Kathedralschatz) (Lage)                                                               | PM10002354    | Classé         | 1958      |                |
| Skulptur Heiliger Rochus (3)                                                           | Kalkstein, farbig gefasst und vergoldet, 16. Jahrhundert | in der Kirche St-Nicolas (Lage)                                                                                               | PM10002502    | Classé         | 1977      |                |
| Skulptur Christus an der Martersäule                                                   | Kalkstein, um 1554 von François Gentil | in der Kirche St-Nicolas (Lage)                                                                                               | PM10002477    | Classé         | 1886      |                |
| Skulpturengruppe Verhüllung des Leibs Christi                                          | Eichenholz, 16. Jahrhundert | in der Kirche St-Nicolas (Lage)                                                                                               | PM10002507    | Classé         | 1971      |                |
| Skulpturengruppe Unterweisung Mariens (2)                                              | Kalkstein, farbig gefasst, 16. Jahrhundert | in der Basilika St-Urbain (Lage)                                                                                              | PM10002611    | Classé         | 1960      |                |
| Skulptur Heilige Barbara (4)                                                           | Kalkstein, farbig gefasst und vergoldet, Anfang des 16. Jahrhunderts; Kopie des Originals im Musée national du Moyen Âge | in der Basilika St-Urbain (Lage)                                                                                              | PM10002597    | Classé         | 1894      |                |
| Modell der Bühnenmaschinerie                                                           | Holz, Pappe, bemalt, Draht, Hanfgarn, zwischen 1920 und 1930 vom Kulissenmaler Henri Coulon gebaut | im Théatre de la Madeleine (Lage)                                                                                             | PM10004960    | Classé         | 2007      |                |
| Prozessionskreuz (4)                                                                   | Bronze, 12. Jahrhundert | in der Kathedrale St-Pierre-et-St-Paul (Kathedralschatz); aus der Kirche Nativité-de-la-Vierge in Les Noës-près-Troyes (Lage) | PM10002333    | Classé         | 1894      |                |
| Skulptur Johannes der Täufer (1)                                                       | Kalkstein, farbig gefasst, 16. Jahrhundert | in der Kirche St-Pantaléon (Lage)                                                                                             | PM10002558    | Classé         | 1908      |                |
| Skulptur Heilige Genoveva                                                              | Kalkstein, ehemals farbig gefasst, 16. Jahrhundert | in der Kirche St-Rémy (Lage)                                                                                                  | PM10002580    | Classé         | 1908      |                |
| Gemälde Martyrium des heiligen Mauritius                                               | Ölfarbe auf Leinwand, 17. Jahrhundert | in der Kirche St-Pantaléon (Lage)                                                                                             | PM10002572    | Classé         | 1975      |                |
| Gemälde Mariä Himmelfahrt (2)                                                          | Ölfarbe auf Leinwand, 17. Jahrhundert, von Jacques de Létin | in der Kirche St-Rémy (Lage)                                                                                                  | PM10002587    | Classé         | 1908      |                |
| Missale Romanum                                                                        | illuminierter Druck, roter Ledereinband, Verlag Christoffel Plantijn, Antwerpen 1572; Beschläge: Kupfer, versilbert; Buchdeckel Anbetung der Könige: Bronze, vergoldet, 17. Jahrhundert                                             | in der Basilika St-Urbain (Lage)                                                                                              | PM10002604    | Classé         | 1939      |                |
| Windfang des Südportals                                                                | Eichenholz, 18. Jahrhundert | in der Kirche Ste-Madeleine (Lage)                                                                                            | PM10002438    | Classé         | 1972      |                |
| Gemälde Der heilige Augustinus weiht sein Herz Jesus Christus                          | Ölfarbe auf Leinwand, 17. Jahrhundert, Jacques de Lestin zugeschrieben | in der Kirche Ste-Madeleine (Lage)                                                                                            | PM10002431    | Classé         | 1908      |                |
| Gemälde Mariä Heimsuchung (2)                                                          | Ölfarbe auf Leinwand, 17. Jahrhundert; nach Sebastiano del Piombo | in der Kathedrale St-Pierre-et-St-Paul (Taufkapelle) (Lage)                                                                   | PM10002275    | Classé         | 1977      |                |
| Armreliquiar der heiligen Barbara                                                      | Kupfer, versilbert, 15. Jahrhundert | im Hôtel-Dieu (Lage) | PM10002640    | Classé         | 1894      |                |
| Wandteppiche mit den Wappen der Familien Dorigny und Mole                              | Tapisserie, 16. Jahrhundert | in der Kathedrale St-Pierre-et-St-Paul (Kathedralschatz) (Lage)                                                               | PM10002324    | Classé         | 1894      |                |
| Kästchen                                                                               | mit Darstellung der Laster und Tugenden; Email auf Metall, 12. Jahrhundert | in der Kathedrale St-Pierre-et-St-Paul (Kathedralschatz) (Lage)                                                               | PM10002290    | Classé         | 1894      |                |
| Gemälde Kreuzabnahme (2)                                                               | Ölfarbe auf Leinwand, 17. Jahrhundert, von Jacques de Létin | in der Kirche St-Martin-ès-Vignes (Lage)                                                                                      | PM10002468    | Classé         | 1966      |                |
| Skulptur Heiliger Ägidius                                                              | Kalkstein, ehemals farbig gefasst, 16. Jahrhundert | in der Kirche St-Nicolas (Lage)                                                                                               | PM10002494    | Classé         | 1908      |                |
| Skulptur Heiliger Rochus (4)                                                           | Kalkstein, ehemals farbig gefasst, 16. Jahrhundert | in der Kirche St-Nicolas (Lage)                                                                                               | PM10002523    | Classé         | 1971      |                |
| Skulptur Heiliger Edmund                                                               | Kalkstein, 16. Jahrhundert | in der Kirche St-Nicolas (Lage)                                                                                               | PM10003325    | Classé         | 1908      |                |
| Skulpturengruppe Heiliger Joseph mit Jesusknaben (4)                                   | Kalkstein, ehemals farbig gefasst, 16. Jahrhundert | in der Kirche St-Pantaléon (Lage)                                                                                             | PM10002545    | Classé         | 1862      |                |
| Zwei Skulpturen: Madonna und Johannes Evangelist (1)                                   | aus einer Kreuzigungsgruppe; Kalkstein, ehemals farbig gefasst, 16. Jahrhundert | in der Kirche St-Pantaléon (Lage)                                                                                             | PM10002680    | Classé         | 1980      |                |
| Hauptaltar (2)                                                                         | Altartisch, Tabernakel und Altarstufen; Altartisch und -stufen: Marmor, 1744 und 1846; Tabernakel: Bronze, vergoldet, zweite Hälfte des 17. Jahrhunderts, nach einem Entwurf François Girardons; zwei Skulpturen vor 2010 gestohlen | in der Kirche St-Jean (Lage)                                                                                                  | PM10002385    | Classé         | 1840      |                |
| Acht Altarleuchter                                                                     | Holz, vergoldet, zweite Hälfte des 18. Jahrhunderts | in der Kathedrale St-Pierre-et-St-Paul (Lage)                                                                                 | PM10002264    | Classé         | 1962      |                |
| Reliquienskulptur Heiliger Rochus                                                      | Eichenholz, farbig gefasst und vergoldet, 17. Jahrhundert | in der Kathedrale St-Pierre-et-St-Paul (Lage)                                                                                 | PM10002272    | Classé         | 1974      |                |
| Taufbecken (2)                                                                         | Kalkstein, 16. Jahrhundert | in der Kirche St-Nicolas (Lage)                                                                                               | PM10002472    | Classé         | 1886      | weitere Bilder |
| Kommode                                                                                | Eichenholz, um 1700; Verbleib unbekannt, möglicherweise gestohlen | in der Basilika St-Urbain (Lage)                                                                                              | PM10002619    | Classé         | 1975      |                |
| Kelch (6)                                                                              | Silber, bezeichnet 1765 | in der Kathedrale St-Pierre-et-St-Paul (Kathedralschatz) (Lage)                                                               | PM10002343    | Classé         | 1958      |                |
| Skulptur Der gute Hirte (1)                                                            | Eichenholz, 16. Jahrhundert | in der Basilika St-Urbain (Lage)                                                                                              | PM10002626    | Classé         | 1975      |                |
| Skulptur Allegorie der Gerechtigkeit                                                   | Eichenholz, 16. Jahrhundert | in der Basilika St-Urbain (Lage)                                                                                              | PM10002623    | Classé         | 1975      |                |
| Skulptur einer Heiligen mit Buch und Palmzweig                                         | Eichenholz, Ende des 16. Jahrhunderts | im Pfarrhaus 5 rue Charbonnet (Lage)                                                                                          | PM10002628    | Classé         | 1975      |                |
| Gemälde Madonna mit Kind (2)                                                           | Ölfarbe auf Leinwand, 17. Jahrhundert, von Jacques de Létin | in der Kirche St-Rémy (Lage)                                                                                                  | PM10002585    | Classé         | 1908      |                |
| Skulptur Majestas Christi                                                              | Kalkstein, farbig gefasst, 16. Jahrhundert | in der Basilika St-Urbain (Lage)                                                                                              | PM10002615    | Classé         | 1960      |                |
| Skulptur eines Engels mit Schriftband                                                  | Eichenholz, 16. Jahrhundert; um 1980 gestohlen | in der Kirche Ste-Madeleine (Lage)                                                                                            | PM10002451    | Classé         | 1972      |                |
| Skulptur Madonna mit Kind (8)                                                          | Kalkstein, farbig gefasst, 16. Jahrhundert | in der Kirche Ste-Madeleine (Lage)                                                                                            | PM10002456    | Classé         | 1972      |                |
| Skulptur Heiliger Nikolaus (5)                                                         | Kalkstein, ehemals farbig gefasst, 16. Jahrhundert | in der Kirche St-Pantaléon (Lage)                                                                                             | PM10002544    | Classé         | 1862      |                |
| Kreuzreliquiar (2)                                                                     | Silber und Kupfer, vergoldet, erste Hälfte des 16. Jahrhunderts | in der Kathedrale St-Pierre-et-St-Paul (Kathedralschatz) (Lage)                                                               | PM10002554    | Classé         | 1894      |                |
| Gemälde Maria und Elisabeth mit dem Jesus- und dem Johannesknaben (2)                  | Ölfarbe auf Leinwand, 17. Jahrhundert | in der Kirche St-Pantaléon (Lage)                                                                                             | PM10002570    | Classé         | 1975      |                |
| Skulpturengruppe Heiliger Joseph mit Jesusknaben (5)                                   | Eichenholz, farbig gefasst, 17. Jahrhundert | in der Basilika St-Urbain (Lage)                                                                                              | PM10002613    | Classé         | 1960      |                |
| Skulptur Ecce homo (2)                                                                 | Kalkstein, um 1500 | in der Kathedrale St-Pierre-et-St-Paul (Lage)                                                                                 | PM10002274    | Classé         | 1975      |                |
| Skulptur Der gute Hirte (2)                                                            | Holz, farbig gefasst, 17. Jahrhundert | in der Kirche St-Jean (Lage)                                                                                                  | PM10002409    | Classé         | 1974      |                |
| Sakristeitür                                                                           | Eichenholz, um 1767 | in der Kirche St-Jean (Lage)                                                                                                  | PM10002412    | Classé         | 1974      |                |
| Kreuzreliquiar (3)                                                                     | Silber und Kupfer, vergoldet, Email, 15. Jahrhundert | im Hôtel-Dieu (Lage) | PM10002638    | Classé         | 1894      |                |
| Chororgel (1)                                                                          | Haupteintrag für PM10002679 | in der Kirche St-Nizier (Lage)                                                                                                | PM10004997    | Classé         | 1981      |                |
| Instrumentalteil der Chororgel (1)                                                     | 1851 gebaut | in der Kirche St-Nizier (Lage)                                                                                                | PM10002679    | Classé         | 1981      |                |
| Gemälde Anbetung der Hirten (3)                                                        | Ölfarbe auf Leinwand, 17. Jahrhundert, von Jacques de Létin | in der Kirche St-Rémy (Lage)                                                                                                  | PM10004910    | Classé         | 1908      |                |
| Kelch und Patene (7)                                                                   | Goldschmiedearbeit, nicht datiert; Verbleib unbekannt | im Bischofssitz (Lage) | PM10003887    | Inscrit        | 2001      |                |
| Vasa sacra von Pierre-Louis-Marie Cortet                                               | Kelch, Patene, Aiguière und Tablett mit Messkännchen, Goldschmiedearbeit, Mitte des 19. Jahrhunderts; Verbleib unbekannt | im Bischofssitz (Lage) | PM10003888    | Inscrit        | 2001      |                |
| Leuchter                                                                               | Holz, vergoldet, 18. Jahrhundert; Verbleib unbekannt | in der Kirche Ste-Madeleine (Lage)                                                                                            | PM10003758    | Inscrit        | 1974      |                |
| Kanzel (3)                                                                             | Eichenholz, 1840 | in der Kirche St-Jean (Lage)                                                                                                  | PM10003766    | Inscrit        | 1973      | weitere Bilder |
| Weihrauchschiffchen (3)                                                                | Silber, zweite Hälfte des 19. Jahrhunderts | im Pfarrhaus 5 rue Charbonnet (Lage)                                                                                          | PM10003770    | Inscrit        | 1973      |                |
| Seitenaltar                                                                            | Altartisch und Tabernakel; Eichenholz, farbig gefasst und vergoldet, erste Hälfte des 19. Jahrhunderts | in der Kirche St-Nicolas (Lage)                                                                                               | PM10003777    | Inscrit        | 1974      |                |
| Skulptur Heiliger Benedikt (2)                                                         | Kalkstein, 16. Jahrhundert | in der Kirche St-Nicolas (Lage)                                                                                               | PM10003778    | Inscrit        | 1974      |                |
| Skulptur einer Heiligen (3)                                                            | Eichenholz, 16. Jahrhundert; Verbleib unbekannt | in der Kirche St-Nicolas (Lage)                                                                                               | PM10003788    | Inscrit        | 1974      |                |
| Skulptur einer Heiligen (4)                                                            | Kalkstein, 16. Jahrhundert | in der Kirche St-Nicolas (Lage)                                                                                               | PM10003792    | Inscrit        | 1974      |                |
| Büste eines Heiligen                                                                   | Eichenholz, farbig gefasst, bezeichnet 1538 | in der Kirche St-Nicolas (Lage)                                                                                               | PM10003794    | Inscrit        | 1974      |                |
| 15 Skulpturen: Christus, die zwölf Apostell und zwei Engel                             | Eichenholz, farbig gefasst und vergoldet, 1901; ehemal am Hauptaltar, Ende der 1960er Jahre zerstört, die Fragmente nicht mehr auffindbar                                                                                           | in der Basilika St-Urbain (Lage)                                                                                              | PM10003799    | Inscrit        | 1974      |                |
| Gemälde Martyrium des heiligen Pantaleon                                               | Ölfarbe auf Leinwand, 1720 von Jacques Carrey | in der Kapelle des alten Bischofspalasts (Lage)                                                                               | PM10003302    | Classé         | 1908      |                |
| Skulptur Heiliger Martin                                                               | Kalkstein, farbig gefasst, 16. Jahrhundert | in der Kirche St-Martin-ès-Vignes (Lage)                                                                                      | PM10003315    | Classé         | 1908      |                |
| Skulptur Heilige Veronika                                                              | Kalkstein, ehemals farbig gefasst, 16. Jahrhundert | in der Kirche St-Pantaléon (Lage)                                                                                             | PM10003334    | Classé         | 1862      |                |
| Gemälde Verkündigungsmadonna                                                           | Ölfarbe auf Holz, bezeichnet 1622 | in der Kirche St-Rémy (Lage)                                                                                                  | PM10003343    | Classé         | 1894      |                |
| Gemälde Ampullenwunder des heiligen Remigius                                           | Grisaillemalerei; Ölfarbe auf Holz, 16. Jahrhundert | in der Kirche St-Rémy (Lage)                                                                                                  | PM10003351    | Classé         | 1894      |                |
| Gemälde Der heilige Remigius kniet zwischen Petrus und Paulus                          | Grisaillemalerei; Ölfarbe auf Holz, 16. Jahrhundert | in der Kirche St-Rémy (Lage)                                                                                                  | PM10003356    | Classé         | 1894      |                |
| Grabstein für Jehanne, Gattin des Peireron Lannesval                                   | Kalkstein, bezeichnet 1404 | in der Basilika St-Urbain (Lage)                                                                                              | PM10003371    | Classé         | 1840 (?)  |                |
| Grabstein (8)                                                                          | Kalkstein, 14. Jahrhundert | in der Basilika St-Urbain (Lage)                                                                                              | PM10003372    | Classé         | 1840 (?)  |                |
| Grabstein für Renaud de Columbier                                                      | Kalkstein, Marmor, bezeichnet 1336 | in der Basilika St-Urbain (Lage)                                                                                              | PM10003377    | Classé         | 1840 (?)  |                |
| Grabstein für Félis Gras de Chauchigny und seine Gattin Jehanne                        | Kalkstein, Marmor, bezeichnet 1370 und 1380 | in der Basilika St-Urbain (Lage)                                                                                              | PM10003385    | Classé         | 1840 (?)  |                |
| Grabstein (9)                                                                          | Kalkstein, 14. oder 15. Jahrhundert | in der Basilika St-Urbain (Lage)                                                                                              | PM10003386    | Classé         | 1840 (?)  |                |
| Skulptur Johannes Evangelist (3)                                                       | aus einer Kreuzigungsgruppe; Eichenholz, Anfang des 16. Jahrhunderts | in der Basilika St-Urbain (Lage)                                                                                              | PM10003391    | Classé         | 1960      |                |
| Skulptur Heilige Martha (1)                                                            | Kalkstein, farbig gefasst und vergoldet, 16. Jahrhundert | in der Kirche St-Martin-ès-Vignes (Lage)                                                                                      | PM10002463    | Classé         | 1908      |                |
| Reliquienschrein des heiligen Martin                                                   | Lindenholz, vergoldet, 17. Jahrhundert | in der Kirche St-Martin-ès-Vignes (Lage)                                                                                      | PM10002465    | Classé         | 1908      |                |
| Hauptaltar (3)                                                                         | Altartisch und Altarstufen; Marmor, Kalkstein, 18. Jahrhundert | in der Kirche St-Martin-ès-Vignes (Lage)                                                                                      | PM10002469    | Classé         | 1966      |                |
| Gemälde Verkündigungsengel                                                             | Ölfarbe auf Holz, 1622 | in der Kirche St-Rémy (Lage)                                                                                                  | PM10002576    | Classé         | 1894      |                |
| Skulptur Ecce homo (3)                                                                 | Kalkstein, farbig gefasst, zweite Hälfte des 16. Jahrhunderts | in der Basilika St-Urbain (Lage)                                                                                              | PM10002608    | Classé         | 1960      |                |
| Skulptur Ecce homo (4)                                                                 | Kalkstein, farbig gefasst, 16. Jahrhundert | in der Kirche St-Jean (Lage)                                                                                                  | PM10002389    | Classé         | 1908      | weitere Bilder |
| Skulpturengruppe Unterweisung Mariens (3)                                              | Kalkstein, ehemals farbig gefasst, Ende des 16. Jahrhunderts | in der Kirche St-Jean (Lage)                                                                                                  | PM10002392    | Classé         | 1908      |                |
| 319 Arzneidosen                                                                        | Holz, erste Hälfte des 16. Jahrhunderts, im 18. Jahrhundert bemalt | im Hôtel-Dieu (Lage) | PM10002649    | Classé         | 1958      |                |
| Meisterstück des François Roux                                                         | zerlegbares Modell eines mehrgeschossigen Rundtempels aus mehr als 17.700 Einzelteilen; Holz, zwischen 1836 und 1857, vom Möbelschreiner François Roux                                                                              | im Hôtel de Mauroy (Lage) | PM10005226    | Inscrit        | 2019      |                |
| Gemälde Christus bei Martha und Maria (3)                                              | Ölfarbe auf Leinwand, 17. Jahrhundert | in der Kirche Ste-Madeleine (Lage)                                                                                            | PM10005221    | Inscrit        | 2013      |                |
| Kelch (7)                                                                              | Silber, 19. Jahrhundert; Verbleib unbekannt | im Bischofssitz (Lage) | PM10003886    | Inscrit        | 2001      |                |
| Kasel                                                                                  | Seide, bestickt, 1921 | in der Kathedrale St-Pierre-et-St-Paul (Kathedralschatz) (Lage)                                                               | PM10003829    | Inscrit        | 2001      |                |
| Gemälde Porträt von Gustave de Pélacot                                                 | Ölfarbe auf Leinwand, Anfang des 20. Jahrhunderts | in der Kathedrale St-Pierre-et-St-Paul (Sakristei) (Lage)                                                                     | PM10003839    | Inscrit        | 1981      |                |
| Statuenreliquiar Unsere Liebe Frau von Loreto                                          | Eichenholz, farbig gefasst, zwischen 1530 und 1540 | in der Kathedrale St-Pierre-et-St-Paul (Kathedralschatz) (Lage)                                                               | PM10003876    | Inscrit        | 1996      |                |
| Paxtafel (4)                                                                           | Bronze, versilbert, 17. Jahrhundert | in der Kathedrale St-Pierre-et-St-Paul (Kathedralschatz) (Lage)                                                               | PM10003884    | Inscrit        | 1995      |                |
| Reliquienschrein der heiligen Helena von Athyra und der heiligen Matie von Troyes      | Holz, vergoldet, Stoff, 1837; Berührungsreliquie: Stoff, 12. Jahrhundert | in der Kathedrale St-Pierre-et-St-Paul (Kathedralschatz) (Lage)                                                               | PM10003878    | Inscrit        | 2001      |                |
| Kreuzreliquiar (4)                                                                     | Silber, Kupfer, vergoldet, Email, 19. Jahrhundert, von Placide Poussielgue-Rusand | in der Kathedrale St-Pierre-et-St-Paul (Kathedralschatz) (Lage)                                                               | PM10003837    | Inscrit        | 2001      |                |
| Bischofsring von Laurent Monnier                                                       | Gold, Smaragd, Diamant, um 1907 | in der Kathedrale St-Pierre-et-St-Paul (Kathedralschatz) (Lage)                                                               | PM10003897    | Inscrit        | 1925      |                |
| Patene (2)                                                                             | Silber, vergoldet, erste Hälfte des 19. Jahrhunderts | in der Kathedrale St-Pierre-et-St-Paul (Kathedralschatz) (Lage)                                                               | PM10003860    | Inscrit        | 1995      |                |
| Patene (3)                                                                             | Silber, vergoldet, zweite Hälfte des 19. Jahrhunderts | in der Kathedrale St-Pierre-et-St-Paul (Kathedralschatz) (Lage)                                                               | PM10003870    | Inscrit        | 1996      |                |
| Skulptur Madonna (4)                                                                   | Silber, 18. Jahrhundert | in der Kathedrale St-Pierre-et-St-Paul (Kathedralschatz) (Lage)                                                               | PM10002337    | Classé         | 1958      |                |
| Feuerspritze                                                                           | Bronze, 16. Jahrhundert | in der Kathedrale St-Pierre-et-St-Paul (Kathedralschatz) (Lage)                                                               | PM10002335    | Classé         | 1908      |                |
| Gemälde Verklärung Christi                                                             | Ölfarbe auf Leinwand, 1831 von Joseph Chabord | in der Kathedrale St-Pierre-et-St-Paul (Lage)                                                                                 | PM10002259    | Classé         | 1908      |                |
| Skulptur Madonna mit Kind (9)                                                          | Carrara-Marmor, 1838 von Pierre-Charles Simart | in der Kathedrale St-Pierre-et-St-Paul (Lage)                                                                                 | PM10002260    | Classé         | 1908      |                |
| Bischofsring von Nicolas de Brie                                                       | Gold, Rubin, erste Hälfte des 13. Jahrhunderts | in der Kathedrale St-Pierre-et-St-Paul (Kathedralschatz) (Lage)                                                               | PM10002306    | Classé         | 1894      |                |
| Ring                                                                                   | Gold, Diamant, Rubin, undatiert | in der Kathedrale St-Pierre-et-St-Paul (Kathedralschatz) (Lage)                                                               | PM10002309    | Classé         | 1894      |                |
| Kantorenstab                                                                           | Kupfer, vergoldet, Bronze, Ende des 18. Jahrhunderts | in der Kathedrale St-Pierre-et-St-Paul (Kathedralschatz) (Lage)                                                               | PM10002315    | Classé         | 1894      |                |
| Kirchenfenster (6)                                                                     | 16. Jahrhundert, aus der Kirche von Laisnes-aux-bois | in der Kathedrale St-Pierre-et-St-Paul (Kathedralschatz) (Lage)                                                               | PM10002372    | Classé         | 1894      |                |
| Pluviale                                                                               | Seide, mit Goldfaden bestickt, 19. Jahrhundert | in der Kathedrale St-Pierre-et-St-Paul (Kathedralschatz) (Lage)                                                               | PM10002635    | Classé         | 1964      |                |
| Paxtafel (5)                                                                           | Kupfer, vergoldet, Anfang des 18. Jahrhunderts | in der Kathedrale St-Pierre-et-St-Paul (Kathedralschatz) (Lage)                                                               | PM10002355    | Classé         | 1958      |                |
| Hirtenstab von Manassès II. de Pougy                                                   | Schmiedeeisen, zweite Hälfte des 12. Jahrhunderts | in der Kathedrale St-Pierre-et-St-Paul (Kathedralschatz) (Lage)                                                               | PM10002358    | Classé         | 1958      |                |
| Chororgel (2)                                                                          | Haupteintrag für PM10002674 | in der Kathedrale St-Pierre-et-St-Paul (Lage)                                                                                 | PM10004995    | Classé         | 1984      |                |
| Instrumentalteil der Chororgel (2)                                                     | um 1865 von Joseph Merklin gebaut, 1877 von Jaquot-Jeanpierre umgestaltet | in der Kathedrale St-Pierre-et-St-Paul (Lage)                                                                                 | PM10002674    | Classé         | 1984      |                |
| Lektionar                                                                              | um 1600 gedruckt | in der Kathedrale St-Pierre-et-St-Paul (Kathedralschatz) (Lage)                                                               | PM10003885    | Inscrit        | 1996      |                |
| Pontifikale von Vincent-François Desmarets                                             | illuminiertes Manuskript (?), Anfang des 18. Jahrhunderts | in der Kathedrale St-Pierre-et-St-Paul (Kathedralschatz) (Lage)                                                               | PM10002363    | Inscrit        | 1958      |                |
| Vier Plaketten mit den Evangelistensymbolen                                            | Gold, Email, 12. Jahrhundert | in der Kathedrale St-Pierre-et-St-Paul (Kathedralschatz) (Lage)                                                               | PM10002338    | Classé         | 1958      |                |
| Skulptur Madonna mit Kind (10)                                                         | Kalkstein, farbig gefasst, 16. Jahrhundert | in der Basilika St-Urbain (Lage)                                                                                              | PM10002607    | Classé         | 1960      |                |
| Skulptur König David                                                                   | Kalkstein, 1553 von François Gentil; früher am Südportal | in der Kirche St-Nicolas (Lage)                                                                                               | PM10002487    | Classé         | 1908      |                |
| Skulpturengruppe Heiliger Joachim und heilige Anna                                     | Kalkstein, farbig gefasst, zweite Hälfte des 16. Jahrhunderts, Domenico del Barbieri zugeschrieben | in der Kirche St-Pantaléon (Lage)                                                                                             | PM10002550    | Classé         | 1862      |                |
| Reliquienschrein (2)                                                                   | Email auf Metall, 13. Jahrhundert; aus der Kirche von Villemoyenne | in der Kathedrale St-Pierre-et-St-Paul (Kathedralschatz) (Lage)                                                               | PM10002334    | Classé         | 1896      |                |
| Kirchenfenster (7)                                                                     | vom 13. bis zum 17. Jahrhundert | in der Kathedrale St-Pierre-et-St-Paul (Lage)                                                                                 | PM10002250    | Classé         | 1862      | weitere Bilder |
| Hirtenstab von Nicolas de Brie                                                         | Kupfer, vergoldet, Mitte des 13. Jahrhunderts | in der Kathedrale St-Pierre-et-St-Paul (Kathedralschatz) (Lage)                                                               | PM10002287    | Classé         | 1894      |                |
| Gemälde Christi Himmelfahrt                                                            | Ölfarbe auf Holz, 16. oder frühes 17. Jahrhundert (im Bild rechts) | in der Kirche St-Rémy (Lage)                                                                                                  | PM10003350    | Classé         | 1894      |                |
| Gemälde Rast auf der Flucht nach Ägypten                                               | Ölfarbe auf Leinwand, 18. Jahrhundert, von Jean-Honoré Fragonard; im Musée Saint-Loup deponiert | in der Kirche St-Nizier (Lage)                                                                                                | PM10002539    | Classé         | 1908      |                |
| Skulptur Madonna mit Kind und Weintraube                                               | Kalkstein, farbig gefasst und vergoldet, Anfang des 16. Jahrhunderts | in der Basilika St-Urbain (Lage)                                                                                              | PM10002595    | Classé         | 1894      |                |
| Zwei Altarflügel: Die Tugenden und Mariä Verkündigung                                  | Ölfarbe auf Holz, 16. Jahrhundert; Verbleib unbekannt | in der Kirche St-Rémy (Lage)                                                                                                  | PM10002574    | Classé         | 1894      |                |
| Gemälde Christi Geburt (2)                                                             | Ölfarbe auf Holz, 16. Jahrhundert | in der Kirche St-Rémy (Lage)                                                                                                  | PM10002578    | Classé         | 1894      |                |
| Gemälde Geburt Mariens                                                                 | Ölfarbe auf Holz, 16. Jahrhundert | in der Kirche St-Rémy (Lage)                                                                                                  | PM10003361    | Classé         | 1894      |                |
| Skulptur Heiliger Bonaventura                                                          | Kalkstein, 16. Jahrhundert | in der Kirche St-Nicolas (Lage)                                                                                               | PM10002493    | Classé         | 1908      |                |
| Kanzel (4)                                                                             | Eichenholz, Pappmaché, Ende des 16. Jahrhunderts | in der Kirche St-Nicolas (Lage)                                                                                               | PM10002478    | Classé         | 1886      | weitere Bilder |
| Skulpturengruppe Beweinung Christi                                                     | Kalkstein, 16. Jahrhundert | in der Kirche St-Jean (Lage)                                                                                                  | PM10002382    | Classé         | 1840      | weitere Bilder |
| Zwei Skulpturen: Johannes Evangelist und Märtyrerjungfrau                              | Marmor oder Keramik, Anfang des 17. Jahrhunderts | in der Kathedrale St-Pierre-et-St-Paul (Kathedralschatz) (Lage)                                                               | PM10002327    | Classé         | 1894      |                |
| Skulptur Reuiger Petrus                                                                | Kalkstein, ehemals farbig gefasst, 16. Jahrhundert | in der Kirche St-Pantaléon (Lage)                                                                                             | PM10003333    | Classé         | 1862      |                |
| Pietà (3)                                                                              | Kalkstein, farbig gefasst, Anfang des 16. Jahrhunderts | in der Kirche St-Nizier (Lage)                                                                                                | PM10002528    | Classé         | 1908      | weitere Bilder |
| Zaun und Tor des Hôtel-Dieu                                                            | Schmiedeeisen, bemalt und vergoldet, 1760 von Pierre Delphin | 2 rue de la Cité (Lage) | PM10002637    | Classé         | 1885      | weitere Bilder |
| Gemälde Gastmahl bei Simon                                                             | Ölfarbe auf Leinwand, 1694 von Ph. Meusnier; nach Peter Paul Rubens | in der Kirche St-Pantaléon (Lage)                                                                                             | PM10002563    | Classé         | 1908      |                |
| Sechs Leuchter                                                                         | Silber, Ende des 18. Jahrhunderts | in der Kathedrale St-Pierre-et-St-Paul (Kathedralschatz) (Lage)                                                               | PM10002316    | Classé         | 1894      |                |
| Missale von Troyes                                                                     | Manuskript, Ende des 12. Jahrhunderts; Einband: rotes Leder, Edelsteine, Kupfer, vergoldet, Email, 19. Jahrhundert | in der Kathedrale St-Pierre-et-St-Paul (Kathedralschatz) (Lage)                                                               | PM10002318    | Classé         | 1894      | weitere Bilder |
| Kredenz                                                                                | Eichenholz, bemalt und vergoldet, Marmor, 18. Jahrhundert | in der Kirche St-Jean (Lage)                                                                                                  | PM10002411    | Classé         | 1974      |                |
| Chorschranke                                                                           | Schmiedeeisen, Kupfer, vergoldet, Anfang des 19. Jahrhunderts | in der Kirche Ste-Madeleine (Lage)                                                                                            | PM10003312    | Classé         | 1972      |                |
| Skulptur Johannes der Täufer (2)                                                       | Kalkstein, farbig gefasst, 16. Jahrhundert, vielleicht aus der Werkstatt von Domenico del Barbieri | in der Kirche St-Pantaléon (Lage)                                                                                             | PM10002552    | Classé         | 1862      |                |
| Skulptur Notre-Dame de Liesse                                                          | Darstellung einer Madonna mit Kind; Pappelholz, farbig gefasst und vergoldet, Anfang des 17. Jahrhunderts | in der Kirche Ste-Madeleine (Lage)                                                                                            | PM10002455    | Classé         | 1972      |                |
| Gemälde Christus am Kreuz mit einem Kapuzinerheiligen                                  | Ölfarbe auf Leinwand, 19. Jahrhundert | in der Kirche Ste-Madeleine (Lage)                                                                                            | PM10002433    | Classé         | 1908      |                |
| Skulpturengruppe Fünf Heilige (2)                                                      | mit Stifterfigur; Kalkstein, farbig gefasst, erste Hälfte des 16. Jahrhunderts | in der Kirche St-Nicolas (Lage)                                                                                               | PM10002484    | Classé         | 1908      |                |
| Skulptur Heiliger Ivo                                                                  | mit Stifterfigur; Kalkstein, 16. Jahrhundert | in der Kirche St-Nicolas (Lage)                                                                                               | PM10003321    | Classé         | 1908      |                |
| Skulptur eines Heiligen mit Buch                                                       | Kalkstein, farbig gefasst, erste Hälfte des 16. Jahrhunderts | in der Basilika St-Urbain (Lage)                                                                                              | PM10002614    | Classé         | 1960      |                |
| Gemälde Porträt von Claude-Matthias-Joseph de Barral                                   | Ölfarbe auf Leinwand, zweite Hälfte des 18. Jahrhunderts | in der Kathedrale St-Pierre-et-St-Paul (Sakristei) (Lage)                                                                     | PM10002279    | Classé         | 1978      |                |
| Hirtenstab                                                                             | Silber, vergoldet, Anfang des 19. Jahrhunderts | in der Kathedrale St-Pierre-et-St-Paul (Kathedralschatz) (Lage)                                                               | PM10002359    | Classé         | 1958      |                |
| Skulptur Heiliger Bernhard (2)                                                         | Kalkstein, farbig gefasst, 16. Jahrhundert | in der Kirche St-Jean (Lage)                                                                                                  | PM10002415    | Classé         | 1975      | weitere Bilder |
| Kanzel (5)                                                                             | beweglich; Eichenholz, Schmiedeeisen, erste Hälfte des 16. Jahrhunderts | in der Kathedrale St-Pierre-et-St-Paul (Lage)                                                                                 | PM10004965    | Classé         | 2008      |                |
| Skulptur Maria Magdalena (2)                                                           | Kalkstein, farbig gefasst, 16. Jahrhundert | in der Kirche St-Nicolas (Lage)                                                                                               | PM10002495    | Classé         | 1908      |                |
| Skulptur Eva                                                                           | Kalkstein, 16. Jahrhundert | in der Kirche St-Nicolas (Lage)                                                                                               | PM10003328    | Classé         | 1908      |                |
| Kreuzigungsgruppe                                                                      | Kalkstein, farbig gefasst und vergoldet, Holz, farbig gefasst, 16. Jahrhundert | in der Kirche St-Nicolas (Lage)                                                                                               | PM10002475    | Classé         | 1886      | weitere Bilder |
| Skulptur Heilige Sabina                                                                | mit zwei Stifterfiguren; Kalkstein, farbig gefasst und vergoldet, 16. Jahrhundert | in der Kirche St-Nicolas (Lage)                                                                                               | PM10002512    | Classé         | 1971      |                |
| Monstranz (4)                                                                          | Silber, vergoldet, 18. Jahrhundert | in der Kathedrale St-Pierre-et-St-Paul (Kathedralschatz) (Lage)                                                               | PM10002379    | Classé         | 1964      |                |
| Gemälde Heilung des Gelähmten von Bethesda                                             | Ölfarbe auf Leinwand, 17. Jahrhundert, von Jacques de Létin | in der Kirche St-Rémy (Lage)                                                                                                  | PM10003365    | Classé         | 1908      |                |
| Skulptur Madonna mit Kind (11)                                                         | Kalkstein, farbig gefasst, 17. Jahrhundert | in der Kirche Ste-Madeleine (Lage)                                                                                            | PM10002452    | Classé         | 1972      |                |
| Gemälde Nonne in Anbetung des heiligen Sakraments                                      | Ölfarbe auf Leinwand, 17. Jahrhundert | in der Kirche St-Jean (Lage)                                                                                                  | PM10002402    | Classé         | 1966      |                |
| Gemälde Heilige Familie                                                                | Ölfarbe auf Leinwand, zweite Hälfte des 17. Jahrhunderts, von Jean Nicot | in der Kirche Ste-Madeleine (Lage)                                                                                            | PM10002457    | Classé         | 1972      |                |
| Gemälde Heilige Genoveva                                                               | Ölfarbe auf Leinwand, vergoldeter Holzrahmen, 1712 von P. Clément | in der Kirche Ste-Madeleine (Lage)                                                                                            | PM10002444    | Classé         | 1972      |                |
| Skulptur Heiliger Antonius                                                             | Kalkstein, 16. Jahrhundert | in der Kirche Ste-Madeleine (Lage)                                                                                            | PM10002428    | Classé         | 1908      |                |
| Gemälde Der heilige Augustinus unterwirft die Häretiker                                | Ölfarbe auf Leinwand, 17. Jahrhundert, von Jacques de Létin | in der Kirche Ste-Madeleine (Lage)                                                                                            | PM10002430    | Classé         | 1908      |                |
| Gemälde Maria mit dem Jesuskind, der heiligen Anna und dem Johannesknaben              | Ölfarbe auf Leinwand, vergoldeter Holzrahmen, 18. Jahrhundert; Verbleib unbekannt | in der Kirche Ste-Madeleine (Lage)                                                                                            | PM10002435    | Classé         | 1908      |                |
| Gemälde Jesus erscheint Maria Magdalena                                                | Ölfarbe auf Leinwand, 18. Jahrhundert, von Pierre Cossard | in der Kirche St-Martin-ès-Vignes (Lage)                                                                                      | PM10003318    | Classé         | 1908      |                |
| Gemälde Schutzengel                                                                    | Ölfarbe auf Leinwand, 18. Jahrhundert | in der Kirche St-Nicolas (Lage)                                                                                               | PM10002676    | Classé         | 1981      |                |
| Truhe                                                                                  | Holz, Zinn, vergoldet, 14. Jahrhundert | in der Kathedrale St-Pierre-et-St-Paul (Kathedralschatz) (Lage)                                                               | PM10002299    | Classé         | 1894      |                |
| Gemälde Abendmahl (2)                                                                  | Ölfarbe auf Leinwand, 1618 | in der Kirche St-Jean (Lage)                                                                                                  | PM10002398    | Classé         | 1966      |                |
| Gemälde Steinigung des heiligen Stephan                                                | Ölfarbe auf Holz, 16. Jahrhundert | in der Kirche St-Nicolas (Lage)                                                                                               | PM10002498    | Classé         | 1955      |                |
| Gemälde Darstellung des Herrn (1)                                                      | Ölfarbe auf Leinwand, 17. Jahrhundert | in der Kirche St-Pantaléon (Lage)                                                                                             | PM10002569    | Classé         | 1975      |                |
| Gemälde Moses mit den Gesetzestafeln                                                   | Ölfarbe auf Leinwand, um 1750, von Jacques de Létin; im Musée Saint-Loup deponiert | in der Kirche St-Nizier (Lage)                                                                                                | PM10002678    | Classé         | 1982      |                |
| Prozessionskreuz (5)                                                                   | Holz, Silber, Email, 15. Jahrhundert | im Hôtel-Dieu (Lage) | PM10002639    | Classé         | 1894      |                |
| Skulptur Madonna mit Kind (12)                                                         | Eichenholz, 16. Jahrhundert | in der Basilika St-Urbain (Lage)                                                                                              | PM10002624    | Classé         | 1975      |                |
| Pietà (4)                                                                              | Stein, 16. Jahrhundert | im Hôtel-Dieu (Lage) | PM10002681    | Classé         | 1982      |                |
| Weihrauchfass (2)                                                                      | Bronze, 12. Jahrhundert | in der Kathedrale St-Pierre-et-St-Paul (Kathedralschatz) (Lage)                                                               | PM10002351    | Classé         | 1958      |                |
| Altarflügel Predigt des heiligen Stephan                                               | Verso: Vier Kirchenväter (Grisaillemalerei); Ölfarbe auf Holz, 1542 | in der Kathedrale St-Pierre-et-St-Paul (Lage)                                                                                 | PM10002675    | Classé         | 1988      |                |
| Altarflügel Zurückweisung des Opfers Joachims                                          | Verso: Heiliger Bernhard (Grisaillemalerei); Ölfarbe auf Holz, Anfang des 16. Jahrhunderts | in der Kathedrale St-Pierre-et-St-Paul (Lage)                                                                                 | PM10003288    | Classé         | 1909      |                |
| Lupusaltar                                                                             | Altartisch und Altarstufen; Kalkstein, 1850, Entwurf Eugène Viollet-le-Duc | in der Kathedrale St-Pierre-et-St-Paul (Lage)                                                                                 | PM10002668    | Classé         | 1982      |                |
| Hauptaltar (4)                                                                         | Altartisch und Altarstufen; Marmor, 18. oder frühes 19. Jahrhundert | in der Kirche Ste-Madeleine (Lage)                                                                                            | PM10002441    | Classé         | 1972      |                |
| Wandvertäfelung des Chorraums                                                          | Eichenholz, vergoldet, Marmor, 18. oder frühes 19. Jahrhundert | in der Kirche Ste-Madeleine (Lage)                                                                                            | PM10002442    | Classé         | 1972      |                |
| Skulptur Erzengel Michael (2)                                                          | Kalkstein, 15. Jahrhundert | in der Kirche Ste-Madeleine (Lage)                                                                                            | PM10002448    | Classé         | 1972      |                |
| Skulpturengruppe Heiliger Joseph mit Jesusknaben (6)                                   | Kalkstein, farbig gefasst, 16. Jahrhundert | in der Kirche Ste-Madeleine (Lage)                                                                                            | PM10002450    | Classé         | 1972      |                |
| Zwei Altarflügel: Geburt Mariens und Heiliger Augustinus von Canterbury                | Ölfarbe auf Holz, vergoldeter Holzrahmen, 1554 | in der Kathedrale St-Pierre-et-St-Paul (Lage)                                                                                 | PM10003285    | Classé         | 1894      |                |
| Gemälde Treffen an der goldenen Pforte                                                 | Verso: Johannes Evangelist (Grisaillemalerie); Ölfarbe auf Holz, Anfang des 16. Jahrhunderts | in der Kathedrale St-Pierre-et-St-Paul (Lage)                                                                                 | PM10003290    | Classé         | 1909      |                |
| Skulptur Heilige Martha (2)                                                            | Kalkstein, farbig gefasst, 16. Jahrhundert, vom Meister von Chaource | in der Kirche Ste-Madeleine (Lage)                                                                                            | PM10002422    | Classé         | 1894      | weitere Bilder |
| 20 Zierbeschläge                                                                       | von einem Reliquienschrein; Email auf Kupfer, 12. Jahrhundert | in der Kathedrale St-Pierre-et-St-Paul (Kathedralschatz) (Lage)                                                               | PM10002329    | Classé         | 1894      |                |
| Zwei Zelebrantenstühle                                                                 | Holz, bemalt, Stoff, zweite Hälfte des 18. Jahrhunderts | in der Kirche St-Jean (Lage)                                                                                                  | PM10002410    | Classé         | 1974      |                |
| Gemälde Heiliger Nikolaus                                                              | Ölfarbe auf Leinwand, vergoldeter Holzrahmen, 17. Jahrhundert | in der Kirche Ste-Madeleine (Lage)                                                                                            | PM10002443    | Classé         | 1972      |                |
| Zwei Skulpturen: Madonna und Johannes Evangelist (2)                                   | Holz, farbig gefasst, um 1500; aus Saint-Benoist-sur-Vanne | in der Kathedrale St-Pierre-et-St-Paul (Kathedralschatz) (Lage)                                                               | PM10002368    | Classé         | 1971      |                |
| Zelebrantenstuhl und zwei Hocker (2)                                                   | Holz, vergoldet, Stoff, zweite Hälfte des 18. Jahrhunderts | in der Kirche St-Nicolas (Lage)                                                                                               | PM10002509    | Classé         | 1971      |                |
| Skulptur Heiliger Joseph, schlafend                                                    | Kalkstein, farbig gefasst, 16. Jahrhundert | in der Kirche St-Pantaléon (Lage)                                                                                             | PM10002548    | Classé         | 1862      |                |
| Skulptur Heiliger Sebastian (2)                                                        | Kalkstein, ehemals farbig gefasst, 16. Jahrhundert | in der Kirche St-Pantaléon (Lage)                                                                                             | PM10004946    | Classé         | 1862      |                |
| Gemälde Porträt von Bernhard von Clairvaux                                             | Ölfarbe auf Holz, 16. Jahrhundert | in der Kathedrale St-Pierre-et-St-Paul (Kathedralschatz) (Lage)                                                               | PM10003018    | Classé         | 1991      |                |
| Kruzifix (3)                                                                           | Elfenbein, vergoldeter Holzrahmen, Stoff, 17. Jahrhundert | in der Kathedrale St-Pierre-et-St-Paul (Kathedralschatz) (Lage)                                                               | PM10002270    | Classé         | 1974      |                |
| Skulptur Paulus (3)                                                                    | Kalkstein, 16. Jahrhundert | in der Kirche St-Nicolas (Lage)                                                                                               | PM10003324    | Classé         | 1908      |                |
| Skulptur eines heiligen Bischofs (2)                                                   | Kalkstein, farbig gefasst, 16. Jahrhundert | in der Kirche St-Nicolas (Lage)                                                                                               | PM10002522    | Classé         | 1972      |                |
| Skulptur Mater dolorosa (2)                                                            | Kalkstein, ehemals farbig gefasst, zweite Hälfte des 16. Jahrhunderts | in der Kirche St-Pantaléon (Lage)                                                                                             | PM10002549    | Classé         | 1862      |                |
| Diptychon mit Szenen aus dem Leben des heiligen Domenikus                              | Ölfarbe auf Holz, 16. Jahrhundert; Verbleib unbekannt | in der Kirche St-Pantaléon (Lage)                                                                                             | PM10002560    | Classé         | 1908      |                |
| Zwei Medaillons: Heilige Familie und Christus umgeben von Engeln                       | Kupfer, vergoldet, 18. Jahrhundert; aus der Basilika St-Urbain | im Pfarrhaus 5 rue Charbonnet (Lage)                                                                                          | PM10002600    | Classé         | 1894      |                |
| Zwei Gemälde: Gastmahl bei Simon und Noli me tangere                                   | Ölfarbe auf Holz, 16. Jahrhundert; aus der Kirche Assomption-de-la-Vierge in Coussegrey | im Hôtel de Vauluisant (Lage)                                                                                                 | PM10002666    | Classé         | 1908      |                |
| Triptychon mit Szenen aus dem Leben Jesus                                              | Ölfarbe auf Holz, 1551 | im Hôtel de Vauluisant (Lage)                                                                                                 | PM10002664    | Classé         | 1908      |                |
| Ziborium (2)                                                                           | Silber, vergoldet, zwischen 1809 und 1819; aus der Kirche St-Jean | im Pfarrhaus 5 rue Charbonnet (Lage)                                                                                          | PM10003771    | Inscrit        | 1973      |                |
| Relief Johannes Evangelist                                                             | Eichenholz, bemalt, Anfang des 17. Jahrhunderts | in der Kirche St-Nicolas (Lage)                                                                                               | PM10003787    | Inscrit        | 1974      |                |
| Statuenreliquiar Heiliger Rochus                                                       | Eichenholz, vergoldet, 17. Jahrhundert | in der Kirche St-Nicolas (Lage)                                                                                               | PM10003790    | Inscrit        | 1974      |                |
| Chorgestühl (2)                                                                        | Eichenholz, 18. Jahrhundert | in der Basilika St-Urbain (Lage)                                                                                              | PM10003804    | Inscrit        | 1974      |                |
| Orgel (6)                                                                              | Haupteintrag für PM10003798 | in der Kirche St-Rémy (Lage)                                                                                                  | PM10004996    | Inscrit        | 1986      |                |
| Instrumentalteil der Orgel (5)                                                         | 1853 von Charles Gadault gebaut | in der Kirche St-Rémy (Lage)                                                                                                  | PM10003798    | Inscrit        | 1986      |                |
| Gemälde Beweinung Christi                                                              | Ölfarbe auf Leinwand, 1693 von Louis Herluison | in der Kapelle des alten Bischofspalasts (Lage)                                                                               | PM10002375    | Classé         | 1908      |                |
| Skulptur Maria Magdalena (3)                                                           | Kalkstein, Ende des 16. Jahrhunderts | in der Kirche St-Jean (Lage)                                                                                                  | PM10002393    | Classé         | 1908      |                |
| Gemälde Heilige Johannes von Matha und Felix von Valois                                | Ölfarbe auf Leinwand, 1783 von Pierre le Clerc; aus Rosières-près-Troyes | in der Kirche St-Jean (Lage)                                                                                                  | PM10002395    | Classé         | 1908      |                |
| Gemälde Der heilige Pantaleon heilt einen Gelähmten                                    | Ölfarbe auf Leinwand, 1720 von Jacques Carrey | in der Kapelle des alten Bischofspalasts (Lage)                                                                               | PM10003300    | Classé         | 1908      |                |
| Skulptur einer Heiligen mit Gewürzdose                                                 | Kalkstein, ehemals farbig gefasst, zweite Hälfte des 16. Jahrhunderts (im Bild links) | in der Kirche St-Pantaléon (Lage)                                                                                             | PM10003335    | Classé         | 1862      |                |
| Gemälde Darstellung des Herrn (2)                                                      | Ölfarbe auf Holz, 16. Jahrhundert | in der Kirche St-Rémy (Lage)                                                                                                  | PM10003363    | Classé         | 1894      |                |
| Grabstein (10)                                                                         | Kalkstein, Marmor, 14. oder 15. Jahrhundert | in der Basilika St-Urbain (Lage)                                                                                              | PM10003368    | Classé         | 1840 (?)  |                |
| Grabstein für Milo Berthier                                                            | Kalkstein, bezeichnet 1375 | in der Basilika St-Urbain (Lage)                                                                                              | PM10003370    | Classé         | 1840 (?)  |                |
| Grabstein für Pierre Derbice                                                           | Kalkstein, Marmor, bezeichnet 1348 | in der Basilika St-Urbain (Lage)                                                                                              | PM10003380    | Classé         | 1840 (?)  |                |
| Grabstein für Fonuens (?)                                                              | Kalkstein, 14. oder 15. Jahrhundert | in der Basilika St-Urbain (Lage)                                                                                              | PM10003388    | Classé         | 1840 (?)  |                |
| Gemälde Petrus in Ketten                                                               | Ölfarbe auf Holz, Ende des 16. Jahrhunderts; nach Marten de Vos | im Pfarrhaus 5 rue Charbonnet (Lage)                                                                                          | PM10003390    | Classé         | 1908      |                |
| 21 Becher                                                                              | Zinn, zweite Hälfte des 18. Jahrhunderts | im Hôtel-Dieu (Lage) | PM10002650    | Classé         | 1958      |                |
| Pietà (5)                                                                              | Kalkstein, übertüncht, 16. Jahrhundert | in der Kirche St-Martin-ès-Vignes (Lage)                                                                                      | PM10002462    | Classé         | 1908      |                |
| Gemälde Engelswunder des heiligen Remigius                                             | Grisaillemalerei; Ölfarbe auf Holz, 16. Jahrhundert | in der Kirche St-Rémy (Lage)                                                                                                  | PM10002577    | Classé         | 1894      |                |
| Gemälde Hochzeit Mariens                                                               | Ölfarbe auf Leinwand, 17. Jahrhundert, von Jacques de Létin | in der Kirche St-Rémy (Lage)                                                                                                  | PM10002582    | Classé         | 1908      |                |
| Gemälde Emmauspilger                                                                   | Ölfarbe auf Leinwand, 17. Jahrhundert; Verbleib unbekannt | in der Kirche St-Rémy (Lage)                                                                                                  | PM10002583    | Classé         | 1908      |                |
| Skulptur Madonna (5)                                                                   | aus einer Kreuzigungsgruppe; Eichenholz, 16. Jahrhundert | in der Basilika St-Urbain (Lage)                                                                                              | PM10002609    | Classé         | 1960      |                |
| Gemälde Auferstandener Christus                                                        | Ölfarbe auf Pappelholz, erste Hälfte des 18. Jahrhunderts; wohl eine Kulisse für ein geistliches Drama, vermutlich aus Lunéville | in der Kirche St-Pantaléon (Lage)                                                                                             | PM10005002    | Classé         | 2012      |                |
| Skulptur Madonna mit Kind (13)                                                         | Marmor, 1717 von Jean-Baptiste Lemoyne | in der Kathedrale St-Pierre-et-St-Paul (Lage)                                                                                 | PM10002258    | Classé         | 1894      |                |
| Kelch und Patene (8)                                                                   | Goldschmiedearbeit, bezeichnet 1769 | in der Kathedrale St-Pierre-et-St-Paul (Kathedralschatz) (Lage)                                                               | PM10002344    | Classé         | 1958      |                |
| Reliquienmonstranz (3)                                                                 | Silber, vergoldet, Email, Ende des 17. Jahrhunderts | in der Kathedrale St-Pierre-et-St-Paul (Kathedralschatz) (Lage)                                                               | PM10002350    | Classé         | 1958      |                |
| Wandgemälde Sonnenuhr                                                                  | bezeichnet 1772 und 1886 (Restaurierung durch Jean Andréazzi) | außen an der Kirche St-Rémy (Lage)                                                                                            | PM10002579    | Classé         | 1908      |                |
| Skulptur Heiliger Rochus (5)                                                           | Kalkstein, 16. Jahrhundert | in der Kathedrale St-Pierre-et-St-Paul (Lage)                                                                                 | PM10002376    | Classé         | 1894      |                |
| Skulptur Madonna mit Kind (14)                                                         | Kalkstein, 15. Jahrhundert | in der Kathedrale St-Pierre-et-St-Paul (Kathedralschatz) (Lage)                                                               | PM10002378    | Classé         | 1957      |                |
| Paxtafel (6)                                                                           | Kupfer, 16. Jahrhundert | in der Kathedrale St-Pierre-et-St-Paul (Kathedralschatz) (Lage)                                                               | PM10002353    | Classé         | 1958      |                |
| Sieben Goldstickereien                                                                 | Stoff, bestickt, 13. Jahrhundert | in der Kathedrale St-Pierre-et-St-Paul (Kathedralschatz) (Lage)                                                               | PM10003830    | Inscrit        | 2001      |                |
| Mitra von Louis-Marie Rocourt                                                          | Stoff, bestickt, Ende des 18. Jahrhunderts | in der Kathedrale St-Pierre-et-St-Paul (Kathedralschatz) (Lage)                                                               | PM10003856    | Inscrit        | 1995      |                |
| Ziborium (3)                                                                           | Silber, vergoldet, Anfang des 19. Jahrhunderts, von Jean-Charles Cahier | in der Kathedrale St-Pierre-et-St-Paul (Kathedralschatz) (Lage)                                                               | PM10003858    | Inscrit        | 1995      |                |
| Kreuzreliquiar (5)                                                                     | Silber, Holz, gemarkt 1807 | in der Kathedrale St-Pierre-et-St-Paul (Kathedralschatz) (Lage)                                                               | PM10003871    | Inscrit        | 1996      |                |
| Monstranz (5)                                                                          | Silber, vergoldet, Anfang des 19. Jahrhunderts | in der Kathedrale St-Pierre-et-St-Paul (Kathedralschatz) (Lage)                                                               | PM10003873    | Inscrit        | 1996      |                |
| Kelch (8)                                                                              | Goldschmiedearbeit, zwischen 1798 und 1809 | in der Kathedrale St-Pierre-et-St-Paul (Kathedralschatz) (Lage)                                                               | PM10003895    | Inscrit        | 1995      |                |
| Zwei Weihrauchfässer                                                                   | Silber, zwischen 1798 und 1809, von Jean-Ange-Joseph Loque | in der Kathedrale St-Pierre-et-St-Paul (Kathedralschatz) (Lage)                                                               | PM10003836    | Inscrit        | 2001      |                |
| Kelch (9)                                                                              | Silber, vergoldet, zwischen 1819 und 1838, von Louis Fillette | in der Kathedrale St-Pierre-et-St-Paul (Kathedralschatz) (Lage)                                                               | PM10003861    | Inscrit        | 1995      |                |
| Patene (4)                                                                             | Silber, Email, 19. Jahrhundert | in der Kathedrale St-Pierre-et-St-Paul (Kathedralschatz) (Lage)                                                               | PM10003894    | Inscrit        | 1995      |                |
| Kelch (10)                                                                             | Silber, vergoldet, Amethyst, 19. Jahrhundert | in der Kathedrale St-Pierre-et-St-Paul (Kathedralschatz) (Lage)                                                               | PM10003896    | Inscrit        | 1995      |                |
| Monstranz (6)                                                                          | Kupfer, vergoldet, Silber, 17. Jahrhundert | in der Kathedrale St-Pierre-et-St-Paul (Kathedralschatz) (Lage)                                                               | PM10003898    | Inscrit        | 1995      |                |
| Ordo missae                                                                            | illuminiertes Buch, 17. Jahrhundert | in der Kathedrale St-Pierre-et-St-Paul (Kathedralschatz) (Lage)                                                               | PM10002364    | Classé         | 1958      |                |
| Pontifikale von Claude-Mathias-Joseph de Barral                                        | illuminiertes Buch, 1763 | in der Kathedrale St-Pierre-et-St-Paul (Kathedralschatz) (Lage)                                                               | PM10002365    | Classé         | 1958      |                |
| Andachtsbuch Officium B. Mariae Virginis                                               | Druck auf Pergament, Antwerpen 1573 | in der Kathedrale St-Pierre-et-St-Paul (Kathedralschatz) (Lage)                                                               | PM10003869    | Inscrit        | 1996      |                |
| Evangeliar (2)                                                                         | illuminierte Handschrift; Tusche auf Velium, 11. Jahrhundert | in der Kathedrale St-Pierre-et-St-Paul (Kathedralschatz) (Lage)                                                               | PM10002320    | Classé         | 1894      |                |
| Zierplättchen                                                                          | Email auf Metall, 12. Jahrhundert | in der Kathedrale St-Pierre-et-St-Paul (Kathedralschatz) (Lage)                                                               | PM10003296    | Classé         | 1894      |                |
| Elf Wandteppiche                                                                       | Tapisserie, 17. Jahrhundert; ein Teppich 1984 gestohlen | in der Kathedrale St-Pierre-et-St-Paul (Kathedralschatz) (Lage)                                                               | PM10002326    | Classé         | 1894      |                |
| Kirchenfenster (8)                                                                     | aus dem 16. und 17. Jahrhundert | in der Kirche St-Nizier (Lage)                                                                                                | PM10002525    | Classé         | 1840      | weitere Bilder |
| Lichterkrone                                                                           | Kupfer, vergoldet, 13. Jahrhundert; nur in Fragmenten erhalten | in der Kathedrale St-Pierre-et-St-Paul (Kathedralschatz) (Lage)                                                               | PM10002317    | Classé         | 1894      |                |
| Gemälde Abendmahl (3)                                                                  | Ölfarbe auf Holz, Holzrahmen, 1521, Grégoire Guérard zugeschrieben | in der Kathedrale St-Pierre-et-St-Paul (Kathedralschatz) (Lage)                                                               | PM10002253    | Classé         | 1894      |                |
| Gemälde Madonna mit Kind (3)                                                           | Ölfarbe auf Leinwand, 16. Jahrhundert | im Hôtel de Vauluisant (Lage)                                                                                                 | PM10002661    | Classé         | 1894      |                |
| Hirtenstab des Bischofs Hervée                                                         | Email auf Metall, 13. Jahrhundert | in der Kathedrale St-Pierre-et-St-Paul (Kathedralschatz) (Lage)                                                               | PM10002286    | Classé         | 1894      |                |
| Reliquienschrein des heiligen Lupus (1)                                                | 16 Emailmalereien, um 1503, Bronzebeschläge, vergoldet, zweite Hälfte des 18. Jahrhunderts, in einem modernen Nachbau | in der Kathedrale St-Pierre-et-St-Paul (Kathedralschatz) (Lage)                                                               | PM10002295    | Classé         | 1894      |                |
| Skulptur Allegorie der Caritas                                                         | Kalkstein, 1549, Domenico del Barbieri zugeschrieben | in der Kirche St-Pantaléon (Lage)                                                                                             | PM10003337    | Classé         | 1862      |                |
| Gemälde Schaustellung des Herrn                                                        | Ölfarbe auf Holz, 16. oder frühes 17. Jahrhundert (im Bild rechts) | in der Kirche St-Rémy (Lage)                                                                                                  | PM10003347    | Classé         | 1894      |                |
| Gemälde Pfingstwunder                                                                  | Ölfarbe auf Holz, 16. oder frühes 17. Jahrhundert (im Bild rechts) | in der Kirche St-Rémy (Lage)                                                                                                  | PM10003349    | Classé         | 1894      |                |
| Kirchenfenster (9)                                                                     | aus dem 16. Jahrhundert | in der Kirche St-Jean (Lage)                                                                                                  | PM10002380    | Classé         | 1840      | weitere Bilder |
| Hirtenstab von Pierre d’Arcis                                                          | Email auf Metall, 14. Jahrhundert | in der Kathedrale St-Pierre-et-St-Paul (Kathedralschatz) (Lage)                                                               | PM10002288    | Classé         | 1894      |                |
| Reliquiar                                                                              | Kupfer, Email, 15. bis 17. Jahrhundert | in der Kathedrale St-Pierre-et-St-Paul (Kathedralschatz) (Lage)                                                               | PM10002296    | Classé         | 1894      |                |
| Gemälde Fasswunder des heiligen Remigius                                               | Grisaillemalerei; Ölfarbe auf Holz, 16. Jahrhundert | in der Kirche St-Rémy (Lage)                                                                                                  | PM10003358    | Classé         | 1894      |                |
| Kelch und Patene des Bischof Hervé                                                     | Silber, vergoldet, 13. Jahrhundert | in der Kathedrale St-Pierre-et-St-Paul (Kathedralschatz) (Lage)                                                               | PM10002285    | Classé         | 1894      |                |
| Skulptur Petrus (2)                                                                    | Kalkstein, farbig gefasst, 16. Jahrhundert | in der Kirche St-Nicolas (Lage)                                                                                               | PM10002501    | Classé         | 1971      |                |
| 13 Zierplättchen                                                                       | Email auf Metall, 13. Jahrhundert | in der Kathedrale St-Pierre-et-St-Paul (Kathedralschatz) (Lage)                                                               | PM10002328    | Classé         | 1894      |                |
| Altarflügel Einzug Jesu in Jerusalem (2)                                               | Ölfarbe auf Holz, 1542; Verso: Treffen an der Goldenen Pforte (Grisaillemalerei); siehe auch PM10003286 | in der Kathedrale St-Pierre-et-St-Paul (Taufkapelle) (Lage)                                                                   | PM10002255    | Classé         | 1894      |                |
| Predellea Mariä Verkündigung, Kreuzigung und Christi Geburt                            | Ölfarbe auf Holz, erstes Drittel des 16. Jahrhunderts | in der Kathedrale St-Pierre-et-St-Paul (Lage)                                                                                 | PM10004966    | Classé         | 2008      |                |
| Achteckiges Kästchen                                                                   | Eichenholz, Kupfer, vergoldet, Elfenbein, 13. oder 14. Jahrhundert, aus dem arabisch-islamischen Raum | in der Kathedrale St-Pierre-et-St-Paul (Kathedralschatz) (Lage)                                                               | PM10002298    | Classé         | 1894      |                |
| Skulptur eines heiligen Bischofs (3)                                                   | Kalkstein, farbig gefasst und vergoldet, 16. Jahrhundert | in der Kirche St-Jean (Lage)                                                                                                  | PM10002416    | Classé         | 1975      |                |
| Zwei Gemälde Taufe Christi und Gottvater über den Wolken                               | Ölfarbe auf Leinwand, 1667 von Pierre Mignard | in der Kirche St-Jean (Lage)                                                                                                  | PM10002386    | Classé         | 1840      |                |
| Skulptur Erzengel Michael                                                              | Kalkstein, farbig gefasst, 16. Jahrhundert | in der Kirche St-Jean (Lage)                                                                                                  | PM10002413    | Classé         | 1975      |                |
| Chorgestühl (3)                                                                        | Eichenholz, 18. Jahrhundert | in der Kirche Ste-Madeleine (Lage)                                                                                            | PM10002449    | Classé         | 1972      |                |
| Gemälde Kreuzabnahme (3)                                                               | Ölfarbe auf Leinwand, 17. Jahrhundert, von Jacques de Létin | in der Kirche St-Rémy (Lage)                                                                                                  | PM10002589    | Classé         | 1977      |                |
| Skulptur Madonna (6)                                                                   | aus einer Kreuzigungsgruppe; Kalkstein, farbig gefasst, zweite Hälfte des 16. Jahrhunderts | in der Basilika St-Urbain (Lage)                                                                                              | PM10002617    | Classé         | 1960      |                |
| Skulptur Madonna mit Kind (15)                                                         | Eichenholz, 15. Jahrhundert | in der Basilika St-Urbain (Lage)                                                                                              | PM10002627    | Classé         | 1975      |                |
| Vasa sacra von Louis-Apollinaire de La Tour du Pin-Montauban                           | Silber, vergoldet, Anfang des 19. Jahrhunderts | in der Kathedrale St-Pierre-et-St-Paul (Kathedralschatz) (Lage)                                                               | PM10002312    | Classé         | 1894      |                |
| Altarflügel Der heilige Lupus verabschiedet sich von seiner Frau Pimeniola             | Ölfarbe auf Holz, 1554; Verso Vision des heiligen Joachim | in der Kathedrale St-Pierre-et-St-Paul (Lage)                                                                                 | PM10002254    | Classé         | 1894      |                |
| Gemälde Porträt von Claude-Mathias-Joseph de Barral                                    | Ölfarbe auf Leinwand, Holzrahmen, 18. Jahrhundert | in der Kathedrale St-Pierre-et-St-Paul (Sakristei) (Lage)                                                                     | PM10002281    | Classé         | 1978      |                |
| Altarflügel Vision des heiligen Joachim                                                | Ölfarbe auf Holz, Anfang des 16. Jahrhunderts; Verso Johannes der Täufer (Grisaillemalerei) | in der Kathedrale St-Pierre-et-St-Paul (Lage)                                                                                 | PM10003289    | Classé         | 1909      |                |
| Gemälde Porträt eises Zisterzienserabtes                                               | Ölfarbe auf Holz, 16. Jahrhundert | in der Kathedrale St-Pierre-et-St-Paul (Kathedralschatz) (Lage)                                                               | PM10002369    | Classé         | 1975      |                |
| Skulptur Heiliger Bruno                                                                | Kalkstein, farbig gefasst, 16. Jahrhundert | in der Kirche St-Nicolas (Lage)                                                                                               | PM10003322    | Classé         | 1908      |                |
| Reliquienschrein                                                                       | Elfenbein, Eichenholz, Ende des 12. Jahrhunderts | in der Kathedrale St-Pierre-et-St-Paul (Kathedralschatz) (Lage)                                                               | PM10003865    | Inscrit        | 1996      |                |
| Skulptur Heiliger Ägidius                                                              | Kalkstein, farbig gefasst und vergoldet, erste Hälfte des 16. Jahrhunderts | in der Kirche St-Nicolas (Lage)                                                                                               | PM10004968    | Classé         | 2008      |                |
| Gemälde Mariä Verkündigung zwischen zwei Heiligen                                      | Ölfarbe auf Leinwand, 17. Jahrhundert | in der Kirche St-Nicolas (Lage)                                                                                               | PM10002524    | Classé         | 1980      |                |
| Skulptur Heilige Agnes (2)                                                             | Kalkstein, farbig gefasst, 16. Jahrhundert; dem Meister von Mailly zugeschrieben | in der Kirche St-Nicolas (Lage)                                                                                               | PM10002486    | Classé         | 1908      |                |
| Skulptur Auferstandener Christus (2)                                                   | Kalkstein, farbig gefasst, 16. Jahrhundert; François Gentil zugeschrieben | in der Kirche St-Nicolas (Lage)                                                                                               | PM10002490    | Classé         | 1908      |                |
| Skulptur Madonna mit Kind (16)                                                         | Kalkstein, farbig gefasst und vergoldet, Anfang des 14. Jahrhunderts | in der Kirche St-Pantaléon (Lage)                                                                                             | PM10002555    | Classé         | 1894      |                |
| Wandgemälde Jüngstes Gericht                                                           | vom Ende des 15. Jahrhunderts | in der Kirche St-Jean (Lage)                                                                                                  | PM10002408    | Classé         | 1974      |                |
| Maria-Magdalena-Reliquiar                                                              | Kupfer, vergoldet, 14. Jahrhundert | in der Kathedrale St-Pierre-et-St-Paul (Kathedralschatz) (Lage)                                                               | PM10002423    | Classé         | 1908      |                |
| Gemälde Anbetung der Hirten                                                            | Ölfarbe auf Leinwand, 17. Jahrhundert; nach Philippe de Champaigne | im Bischofssitz (Lage) | PM10002634    | Classé         | 1964      |                |
| Skulpturengruppe Unterweisung Mariens (4)                                              | Kalkstein, 16. Jahrhundert | in der Kirche St-Nicolas (Lage)                                                                                               | PM10002510    | Classé         | 1971      |                |
| Gemälde Porträt von Claude-Marguerite de Gondi                                         | Ölfarbe auf Leinwand, zweite Hälfte des 17. Jahrhunderts | in der Kathedrale St-Pierre-et-St-Paul (Kathedralschatz) (Lage)                                                               | PM10002371    | Classé         | 1978      |                |
| Gemälde Porträt von Heinrich von Marcy                                                 | Ölfarbe auf Holz, Anfang des 16. Jahrhunderts | in der Kathedrale St-Pierre-et-St-Paul (Kathedralschatz) (Lage)                                                               | PM10002370    | Classé         | 1975      |                |
| Reliquienbeutel                                                                        | Stoff, 13. Jahrhundert | in der Kathedrale St-Pierre-et-St-Paul (Kathedralschatz) (Lage)                                                               | PM10002360    | Classé         | 1958      |                |
| Altarflügel Geburt Mariens                                                             | Ölfarbe auf Holz, Anfang des 16. Jahrhunderts; Verso: Heilige Martha (Grisaillemalerei) | in der Kathedrale St-Pierre-et-St-Paul (Lage)                                                                                 | PM10002262    | Classé         | 1909      |                |
| Almosenbeutel von Theobald von Champagne                                               | Stoff, bestickt, 14. Jahrhundert | in der Kathedrale St-Pierre-et-St-Paul (Kathedralschatz) (Lage)                                                               | PM10002301    | Classé         | 1894      |                |
| Gemälde Porträt von François Mallier du Houssay                                        | Ölfarbe auf Leinwand, 17. Jahrhundert | in der Kathedrale St-Pierre-et-St-Paul (Sakristei) (Lage)                                                                     | PM10002278    | Classé         | 1978      |                |
| Altarflügel Fußwaschung                                                                | Ölfarbe auf Holz, bezeichnet 1542; Verso: Darstellung des Herrn (Grisaillemalerei); siehe auch PM10002256 | in der Kathedrale St-Pierre-et-St-Paul (Lage)                                                                                 | PM10003287    | Classé         | 1894      |                |
| Gemälde Anbetung der Könige                                                            | Ölfarbe auf Holz, vergoldeter Holzrahmen, 17. Jahrhundert; nach Jacopo Bassano | in der Kathedrale St-Pierre-et-St-Paul (Sakristei) (Lage)                                                                     | PM10002673    | Classé         | 1984      |                |
| Nikolausaltar                                                                          | Kalkstein, um 1850, Entwurf Eugène Viollet-le-Duc | in der Kathedrale St-Pierre-et-St-Paul (Lage)                                                                                 | PM10002669    | Classé         | 1982      |                |
| Wandteppich Opferung von Jiftachs Tochter                                              | Tapisserie, Anfang des 17. Jahrhunderts | in der Kathedrale St-Pierre-et-St-Paul (Kathedralschatz) (Lage)                                                               | PM10002325    | Classé         | 1894      |                |
| Chorgestühl (4)                                                                        | Eichenholz, 17. Jahrhundert, teilweise jünger | in der Kirche St-Nicolas (Lage)                                                                                               | PM10002506    | Classé         | 1971      |                |
| Zwei Altarflügel mit Heiligendarstellungen                                             | Ölfarbe auf Holz, Ende des 15. Jahrhunderts; in Privatbesitz in Paris | | PM10000073    | Classé         | 2006      |                |
| Gemälde Porträt von François Bouthillier de Chavigny                                   | Ölfarbe auf Leinwand, vergoldeter Holzrahmen, Ende des 17. Jahrhunderts | in der Kathedrale St-Pierre-et-St-Paul (Sakristei) (Lage)                                                                     | PM10002284    | Classé         | 1978      |                |
| Zwei Skulpturen: Johannes Evangelist und Madonna                                       | Kalkstein, farbig gefasst und vergoldet, 16. Jahrhundert; Madonnenskulptur 1980 gestohlen | in der Kirche Ste-Madeleine (Lage)                                                                                            | PM10002426    | Classé         | 1908      |                |
| Skulptur eines heiligen Bischofs (4)                                                   | mit Stifterfigur; Kalkstein, farbig gefasst, 16. Jahrhundert | in der Basilika St-Urbain (Lage)                                                                                              | PM10002610    | Classé         | 1960      |                |
| Gemälde Kreuzabnahme (4)                                                               | Ölfarbe auf Holz, Ende des 16. Jahrhunderts; im Musée Saint-Loup deponiert | im Hôtel-Dieu (Lage) | PM10002659    | Classé         | 1909      |                |
| Sieben Gemälde Leben der heiligen Magdalena                                            | Ölfarbe auf Holz, 17. Jahrhundert, von Jean Nicot | in der Kirche Ste-Madeleine (Lage)                                                                                            | PM10002434    | Classé         | 1908      |                |
| Skulptur Heiliger Stephan                                                              | Kalkstein, 16. Jahrhundert; Verbleib unbekannt | in der Basilika St-Urbain (Lage)                                                                                              | PM10002625    | Classé         | 1975      |                |
| Windfang des Westportals                                                               | Eichenholz, 18. Jahrhundert | in der Kirche Ste-Madeleine (Lage)                                                                                            | PM10002437    | Classé         | 1972      |                |
| Pietà (6)                                                                              | Eichenholz, 16. Jahrhundert | in der Kirche St-Nicolas (Lage)                                                                                               | PM10002505    | Classé         | 1971      |                |
| Skulptur Heiliger Sebastian (3)                                                        | Kalkstein, farbig gefasst und vergoldet, 16. Jahrhundert, Marc Bachot zugeschrieben | in der Kirche Ste-Madeleine (Lage)                                                                                            | PM10002427    | Classé         | 1908      | weitere Bilder |
| Gemälde Christus bei Lazarus                                                           | Ölfarbe auf Leinwand, 17. Jahrhundert; Verbleib unbekannt | in der Kirche Ste-Madeleine (Lage)                                                                                            | PM10002436    | Classé         | 1908      |                |
| Skulptur Petrus (3)                                                                    | Kalkstein, 16. Jahrhundert | in der Kirche St-Nicolas (Lage)                                                                                               | PM10003323    | Classé         | 1908      |                |
| Skulptur Heiliger Julianus                                                             | Kalkstein, farbig gefasst, 16. Jahrhundert | in der Kirche St-Pantaléon (Lage)                                                                                             | PM10003340    | Classé         | 1908      |                |
| Gemälde Martyrium der heiligen Martina                                                 | Ölfarbe auf Leinwand, Mitte des 16. Jahrhunderts, von Jean Tassel oder aus seiner Werkstatt | in der Kirche St-Jean (Lage)                                                                                                  | PM10002397    | Classé         | 1956      |                |
| Zwei Büsten auf einer Balustrade                                                       | Kalkstein, zweite Hälfte des 16. Jahrhunderts | in der Kirche St-Pantaléon (Lage)                                                                                             | PM10003331    | Classé         | 1862      |                |
| Sechs Schlusssteine                                                                    | Kalkstein, farbig gefasst und vergoldet, 16. Jahrhundert | in der Kirche St-Pantaléon (Lage)                                                                                             | PM10002557    | Classé         | 1908      |                |
| Skulptur Heiliger Jakobus der Ältere (2)                                               | Kalkstein, farbig gefasst und vergoldet, 16. Jahrhundert | in der Basilika St-Urbain (Lage)                                                                                              | PM10002605    | Classé         | 1959      |                |
| Relief Kreuzigung                                                                      | Alabaster, vergoldeter Holzrahmen, 16. Jahrhundert | in der Basilika St-Urbain (Lage)                                                                                              | PM10003394    | Classé         | 1960      |                |
| Relief Anbetung der Hirten                                                             | Alabaster, vergoldeter Holzrahmen, 16. Jahrhundert | in der Basilika St-Urbain (Lage)                                                                                              | PM10003392    | Classé         | 1960      |                |
| Gemälde Abraham schickt Hagar und Ismael weg                                           | Ölfarbe auf Leinwand, 16. Jahrhundert | im Hôtel-Dieu (Lage) | PM10002660    | Classé         | 1909      |                |